# Apocalipse (Dürer)
Apocalipse é uma série de quinze xilogravuras datáveis de cerca de 1496-1498 do mestre alemão Albrecht Dürer e cujas melhores cópias existentes se encontram no Staatliche Kunsthalle, em Karlsruhe.
As quinze gravuras que se destinaram inicialmente a ilustrar a impressão do Apocalipse de João pelo próprio Dürer são as seguintes:
1. Martírio de São João
2. Visão de Cristo e dos sete candeeiros
3. São João e os vinte e quatro anciãos no céu
4. Os quatro cavaleiros do Apocalipse
5. Abertura do quinto e sexto selos
6. Quatro anjos sustêm os ventos e os que foram com selo assinalados
7. Sete anjos com trombetas
8. Quatro Anjos da morte
9. São João devora o livro
10. A mulher vestida de luz e o dragão das sete cabeças
11. São Miguel combate o dragão
12. O monstro marinho e a besta com chifres de carneiro
13. Adoração do cordeiro e hino dos eleitos
14. Prostituta da Babilónia
15. Anjo com a chave do poço sem fundo

Em vez das xilogravuras tradicionais em formato horizontal, Dürer escolheu um formato vertical grandioso e rompeu com o estilo do modelo bíblico recente, que apresentava numerosas figuras pequenas. Ao invés, as figuras das suas composições são poucas e grandes. Ao todo, Dürer fez quinze xilogravuras, a primeira das quais ilustra o Martírio de São João e as outras os vários episódios do Apocalipse.
Nunca antes as visões de São João foram representadas de modo tão dramático como nestas xilogravuras, concebidas singularmente com um forte contraste de preto e branco. Dürer deu densidade às figuras com um sistema gradual de incisões paralelas, que já eram usadas na gravação em cobre. No desenvolvimento das histórias, há uma progressiva intensificação da síntese, conseguindo o Autor conjugar a natureza visionária dos eventos narrados com o respeito pelas leis naturalistas que dão às figuras uma monumentalidade de tipo clássico.

## História
Tendo regressado a Nuremberga, Dürer passou a dedicar-se exclusivamente às gravuras que lhe garantiam maior rendimento do que a pintura. Por volta de 1496, Dürer iniciou um projecto ambicioso, inovador em muitos aspectos, ao preparar a edição ilustrada do Apocalipse de João, que surgiu em 1498 em duas edições, uma em latim e outra em alemão. O tema era particularmente atual com o medo difundido sobre o final do século. Uma segunda edição apareceu em 1511.
O próprio Dürer realizou a impressão, usando caracteres que o seu padrinho Anton Koberger lhe enviou. Pode até admitir-se que tenha sido o próprio Koberger a sugerir o projecto, uma vez que Dürer usou como referência as ilustrações da nona Bíblia alemã, impressa pela primeira vez em Colónia em 1482 e depois publicada por Koberger em 1483.
O Apocalipse foi o primeiro livro que foi projetado e publicado por iniciativa de um artista, que desenhou as ilustrações, gravou as xilogravuras e também foi o impressor. Além disso, a modalidade de ilustrações de página inteira no anverso seguida do texto no verso representava uma espécie de versão dupla da mesma história, em palavras e imagens, sem que o leitor devesse comparar cada ilustração com a passagem correspondente.
Com rapidez surpreendente, o Apocalipse, e com ele o nome Albrecht Dürer, difundiu-se por todos os países da Europa e deu ao seu autor o seu primeiro grande sucesso. As suas gravuras foram copiadas inúmeras vezes, em gravuras, pinturas ou tapeçarias, tendo a sua influência chegado à Rússia ou ao Monte Athos, na Grécia.

## Descrição

### Martírio de São João

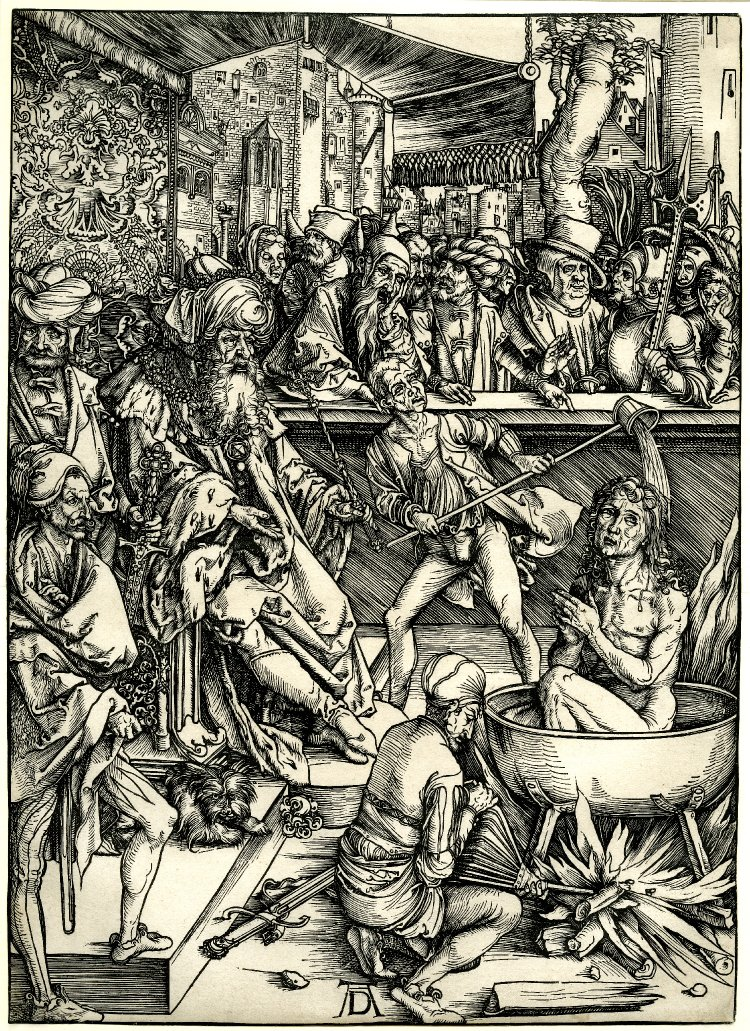
Martírio de São João

O que está representado por Dürer nesta gravura não se refere ao Livro do Apocalipse, mas a um evento lendário na vida do Santo. Segundo a lenda, João foi condenado a ser mergulhado num caldeirão de azeite a ferver por se recusar a adorar os deuses pagãos. Mas ele saiu incólume dessa provação e por isso foi libertado. Na gravura, ao martírio de João assiste o imperador romano Domiciano sentado no seu trono, à esquerda.

### Visão de Cristo e dos sete candeeiros

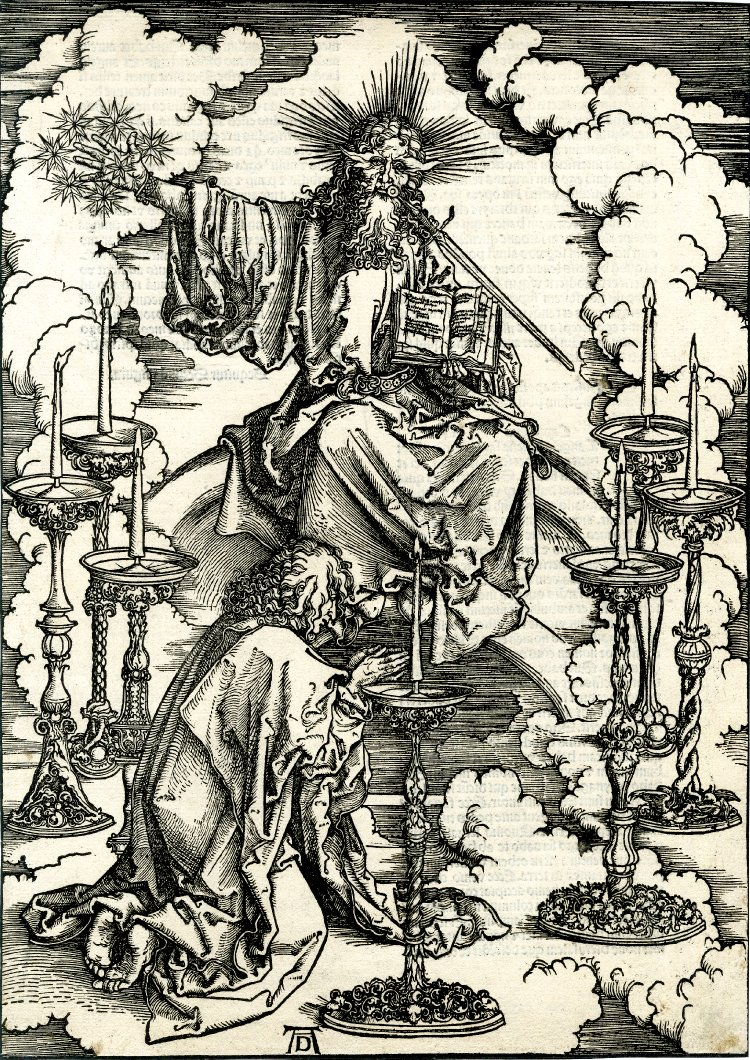
Visão de Cristo e dos sete candeeiros

Visão de João, em Pátmos, conforme o Capítulo I do Livro do Apocalipse (Apocalipse 1:12–18):
"Voltei-me para ver a voz que falava comigo; assim voltado, vi sete candeeiros de ouro e no meio dos candeeiros um semelhante a filho de homem, vestido de uma roupa talar e cingido pelos peitos com uma cinta de ouro; a cabeça e os cabelos eram brancos como lã branca, como a neve; os olhos eram como uma chama de fogo; os pés eram semelhantes ao latão polido como se fosse derretido na fornalha, e a voz era como a voz de muitas águas. Ele tinha na destra sete estrelas; da boca saía uma espada de dois gumes, e o rosto era como o sol quando brilha na sua força. Quando o vi, caí aos seus pés como morto; e ele pôs a sua destra sobre mim, dizendo: Não temas; eu sou o primeiro e o último e o que vivo; fui morto, mas eis que estou vivo pelos séculos dos séculos, e tenho as chaves da morte e do Hades."

### São João e os vinte e quatro anciãos no céu

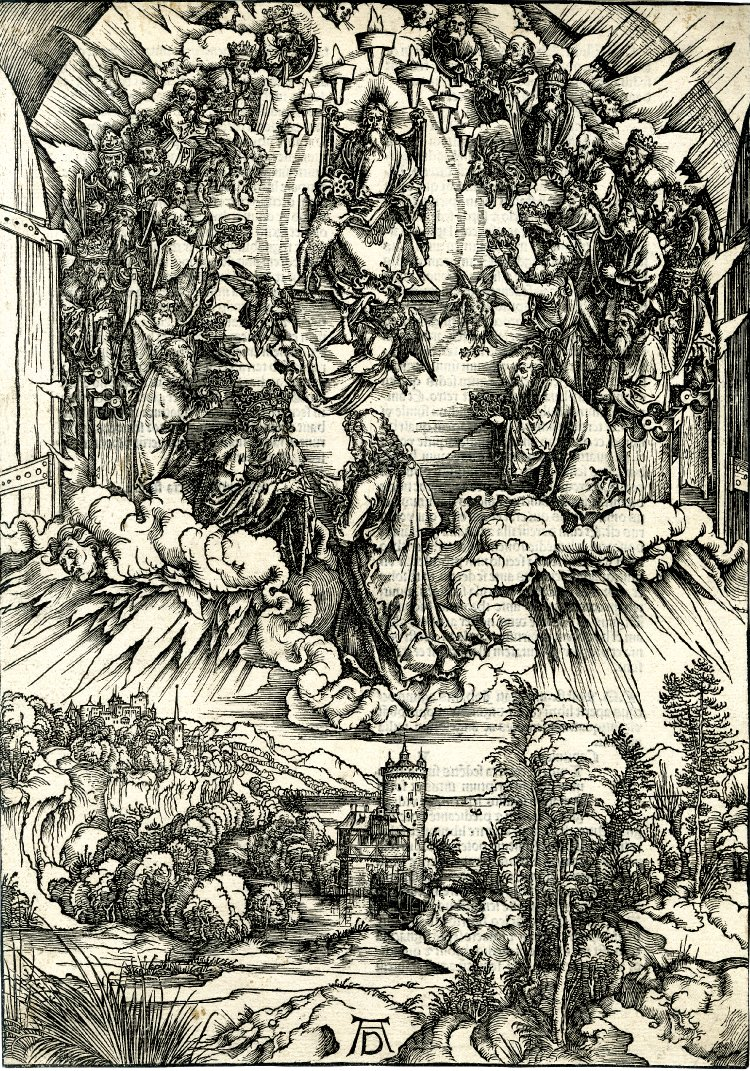
São João e os vinte e quatro anciãos no céu

Visão de João, conforme o Capítulo IV do Livro do Apocalipse (Apocalipse 4:1–7):
"Depois disto olhei, e eis uma porta aberta no céu e a primeira voz que ouvi (como de trombeta falando comigo), dizendo: Sobe para aqui, e mostrar-te-ei o que deve acontecer depois destas coisas. Imediatamente fui arrebatado pelo Espírito. Eis havia um trono posto no céu, e sobre o trono um sentado, e aquele que estava sentado era, pelo que parecia, semelhante a uma pedra de jaspe e de sardônio; e havia ao redor do trono um arco-íris semelhante, pelo que parecia, à esmeralda. Estavam também ao redor do trono vinte e quatro tronos; e sobre os tronos vi sentados vinte e quatro anciãos vestidos de roupas brancas, e nas suas cabeças coroas de ouro. Do trono saem relâmpagos, vozes e trovões. Diante do trono ardiam sete lâmpadas de fogo, que são os sete Espíritos de Deus; diante do trono havia um como mar de vidro semelhante ao cristal; no meio do trono e ao redor do trono havia quatro criaturas viventes, cheias de olhos por diante e por detrás. A primeira criatura era semelhante a um leão, a segunda criatura semelhante a um novilho, a terceira criatura tinha um rosto como de homem, e a quarta criatura era semelhante a uma águia que voa."

### Os quatro cavaleiros do Apocalipse

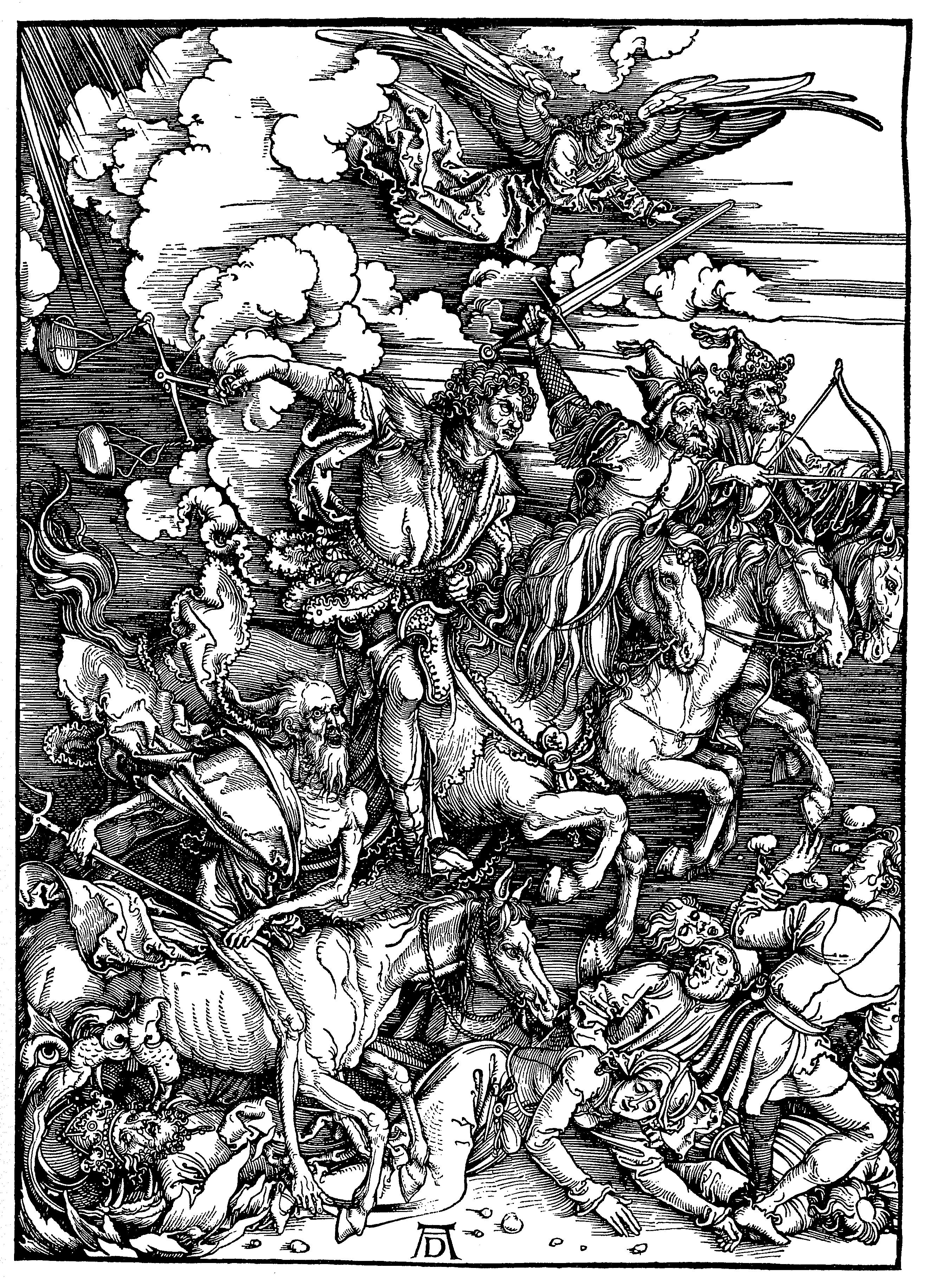
Os quatro cavaleiros do Apocalipse

Visão de João, conforme o Capítulo VI do Livro do Apocalipse (Apocalipse 6:1–8):
"Vi quando o Cordeiro abriu um dos sete selos, e ouvi uma das quatro criaturas viventes dizendo como em voz de trovão: Vem. Olhei, e eis um cavalo branco, e o que estava montado sobre ele tinha um arco; foi-lhe dada uma coroa, e ele saiu vencendo, e para vencer. Quando ele abriu o segundo selo, ouvi a segunda criatura vivente dizendo: Vem. Saiu outro cavalo vermelho, e ao que estava montado sobre ele, foi-lhe dado que tirasse da terra a paz, e que os homens se matassem uns aos outros. Foi-lhe entregue uma grande espada. Quando abriu o terceiro selo, ouvi a terceira criatura vivente dizendo: Vem. Olhei, e eis um cavalo preto, e o que estava montado sobre ele, tinha  uma balança na mão.Ouvi uma como voz no meio das quatro criaturas viventes dizendo: Um queniz de trigo por um denário e três quenizes de cevada por um denário; mas não faças dano ao azeite nem ao vinho. Quando abriu o quarto selo, ouvi a voz da quarta criatura vivente dizendo: Vem. Olhei, e eis um cavalo amarelo, e o que estava montado sobre ele, chamava-se a Morte; o Hades seguia com ele, e foi-lhes dado poder sobre a quarta parte da terra, para matar com a espada, com a fome, com a peste, e pelas feras da terra."

### Abertura do quinto e sexto selos

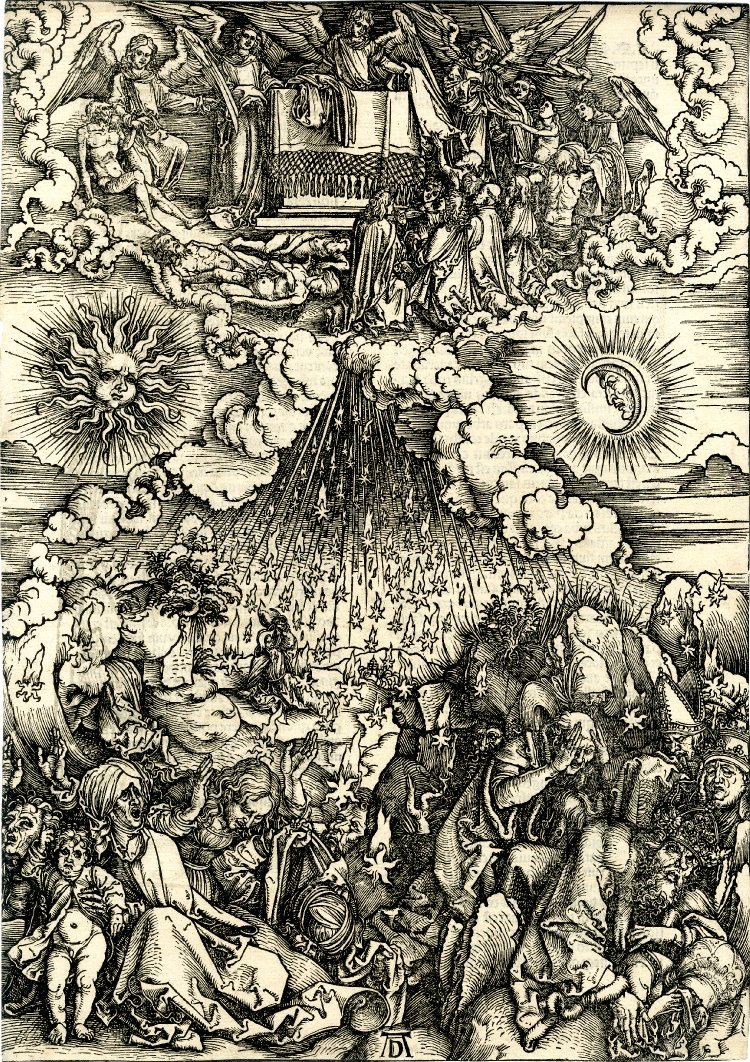
Abertura do quinto e sexto selos

Visão de João, conforme o Capítulo VI do Livro do Apocalipse (Apocalipse 6:9–17):
"Quando abriu o quinto selo, vi debaixo do altar as almas daqueles que tinham sido mortos por causa da palavra de Deus e por causa do testemunho que mantinham.
Clamaram com uma grande voz: Até quando, Senhor, santo e verdadeiro, deixas de julgar os que habitam sobre a terra e deles vingar o nosso sangue?
A cada um deles foi dada uma vestidura branca; e foi-lhes dito que repousassem ainda por um pouco de tempo até que também se completasse o número dos seus conservos e seus irmãos, que deviam ser mortos como eles o foram.
Vi quando abriu o sexto selo, e houve um grande terremoto; o sol tornou-se negro como um saco de cilício,
a lua toda tornou-se como sangue, as estrelas do céu caíram sobre a terra como a figueira, agitada de um grande vento, deixa cair os seus figos verdes;
o céu recolheu-se como um pergaminho quando se enrola, e todos os montes e ilhas foram removidos dos seus lugares.
Os reis da terra, e os príncipes, e os quiliarcas, e os ricos, e os poderosos, e todo o escravo e todo o livre se esconderam nas cavernas e entre os penhascos dos montes;
e diziam aos montes e aos rochedos: Cai sobre nós e escondei-nos da face daquele que está sentado sobre o trono, e da ira do Cordeiro,
porque é chegado o grande dia da ira deles, e quem pode subsistir?"

### Quatro anjos sustêm os ventos e os que foram com selo assinalados

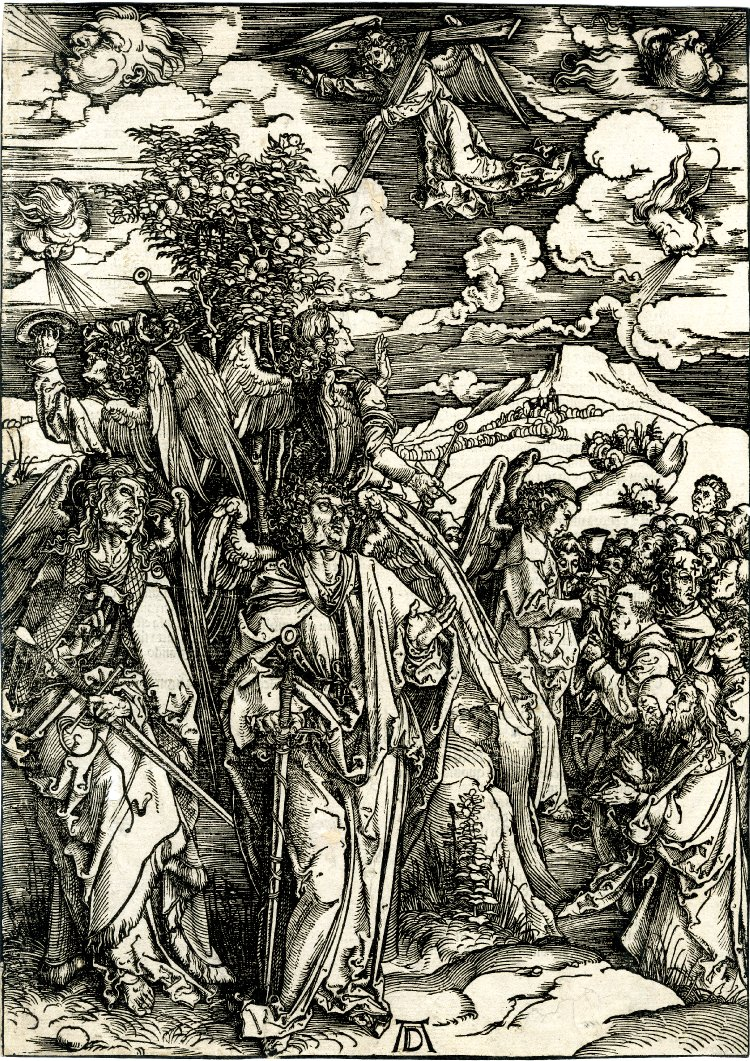
Quatro anjos sustêm os ventos e os que foram com selo assinalados

Visão de João, conforme o Capítulo VII do Livro do Apocalipse (Apocalipse 7:1–10):
"Depois disto vi quatro anjos em pé aos quatro cantos da terra, segurando os quatro ventos da terra, para que nenhum vento soprasse sobre ela, nem sobre o mar, nem sobre árvore alguma.
Vi outro anjo levantar-se da parte do nascimento do sol, tendo o selo do Deus vivo. Ele clamou com uma grande voz aos quatro anjos, a quem fora dado que fizessem dano à terra e ao mar,
dizendo: Não façais dano à terra, nem ao mar, nem às árvores antes de termos selado os servos de nosso Deus nas suas testas.
Ouvi o número dos que foram com selo assinalados, cento e quarenta e quatro mil, assinalados de todas as tribos dos filhos de Israel:
Depois destas coisas olhei, e eis uma grande multidão que ninguém podia contar, de toda a nação e de todas as tribos, povos e línguas, que estavam em pé diante do trono e diante do Cordeiro, cobertos de vestiduras brancas com palmas nas mãos;
e clamavam com uma grande voz: Salvação a nosso Deus que está sentado sobre o trono, e ao Cordeiro."

### Sete anjos com trombetas

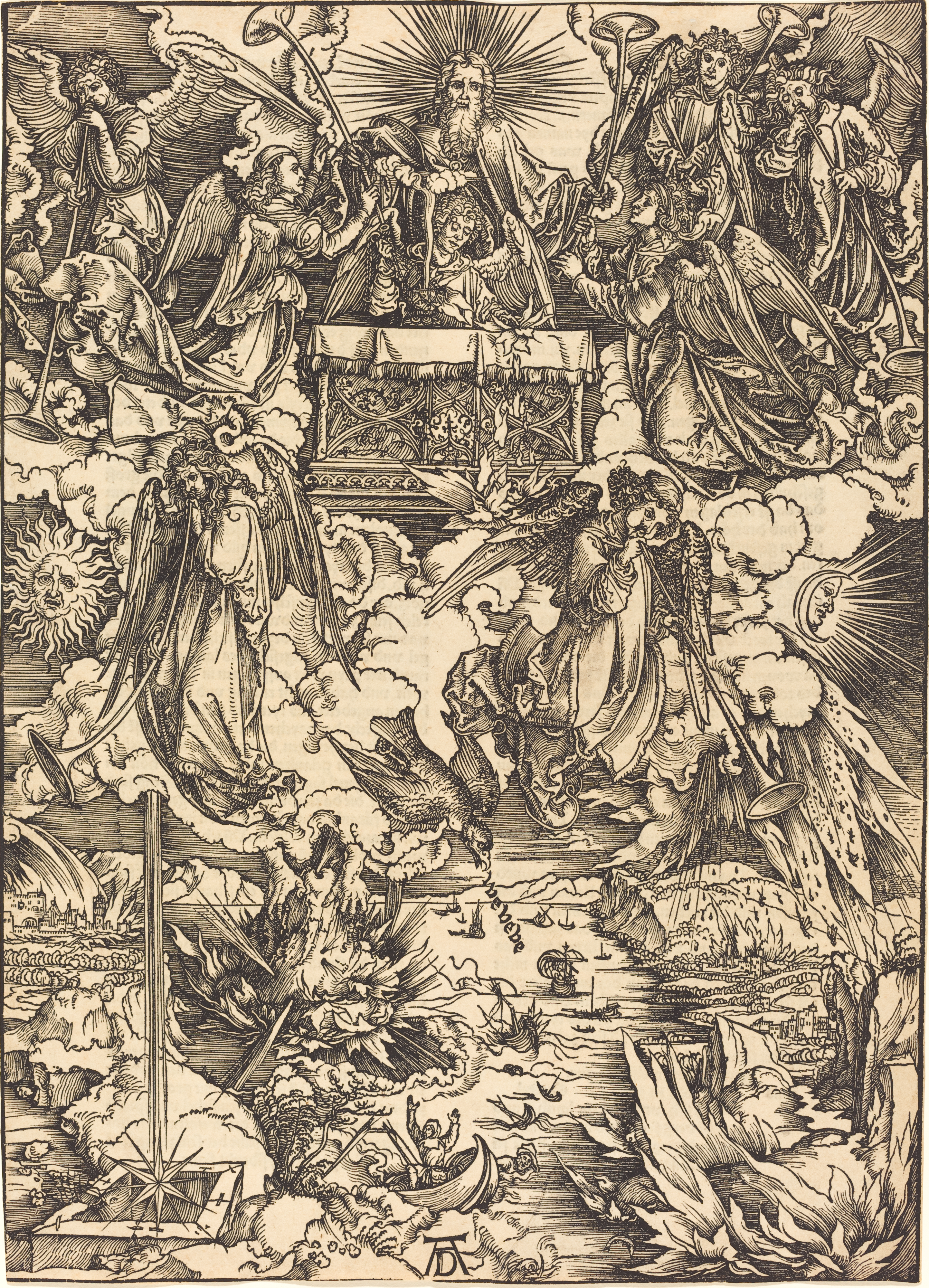
Sete anjos com trombetas

Visão de João, conforme o Capítulo VIII do Livro do Apocalipse (Apocalipse 8:1–13):
"Quando ele abriu o sétimo selo, houve um silêncio no céu quase por meia hora.
Vi os sete anjos que estão em pé diante de Deus; e lhes foram dadas sete trombetas.
Veio outro anjo e parou diante do altar, tendo um turíbulo de ouro; e foi-lhe dado muito incenso para o ajuntar às orações de todos os santos sobre o altar de ouro, que estava diante do trono.
Subiu o fumo do incenso com as orações dos santos da mão do anjo diante de Deus.
O anjo tomou o turíbulo, e o encheu do fogo do altar e o lançou sobre a terra; e houve trovões, vozes, relâmpago e terremoto.
Os sete anjos que tinham as sete trombetas prepararam-se para as fazer soar.
Tocou o primeiro a trombeta. Seguiu-se saraiva e fogo, misturados com sangue, e foram lançados sobre a terra: foi queimada a terça parte da terra, e a terça parte das árvores, e toda a erva verde.
O segundo anjo tocou a trombeta. Foi lançado no mar um como grande monte ardendo de fogo; a terça parte do mar tornou-se em sangue,
e a terça parte das criaturas que estavam no mar, a saber, das que tinham vida, morreu, e a terça parte dos navios foi destruída.
O terceiro anjo tocou a trombeta. Caiu do céu uma grande estrela, ardendo como um facho, e caiu sobre a terça parte dos rios, e sobre as fontes das águas.
A estrela é chamada Absinto. A terça parte das águas converteu-se em absinto, e muitos homens morreram pelas águas, porque elas se tornaram amargosas.
O quarto anjo tocou a trombeta. Foi ferida a terça parte do sol, a terça parte da lua e a terça parte das estrelas, para que a terça parte deles se escurecesse, e faltasse a terça parte da luz do dia e do mesmo modo da noite.
Olhei, e ouvi uma águia que voava pelo meio do céu, dizendo com uma grande voz: Ai, ai, ai dos que habitam sobre a terra por causa das outras vozes da trombeta dos três anjos, que ainda têm de tocar!"

### Quatro Anjos da morte

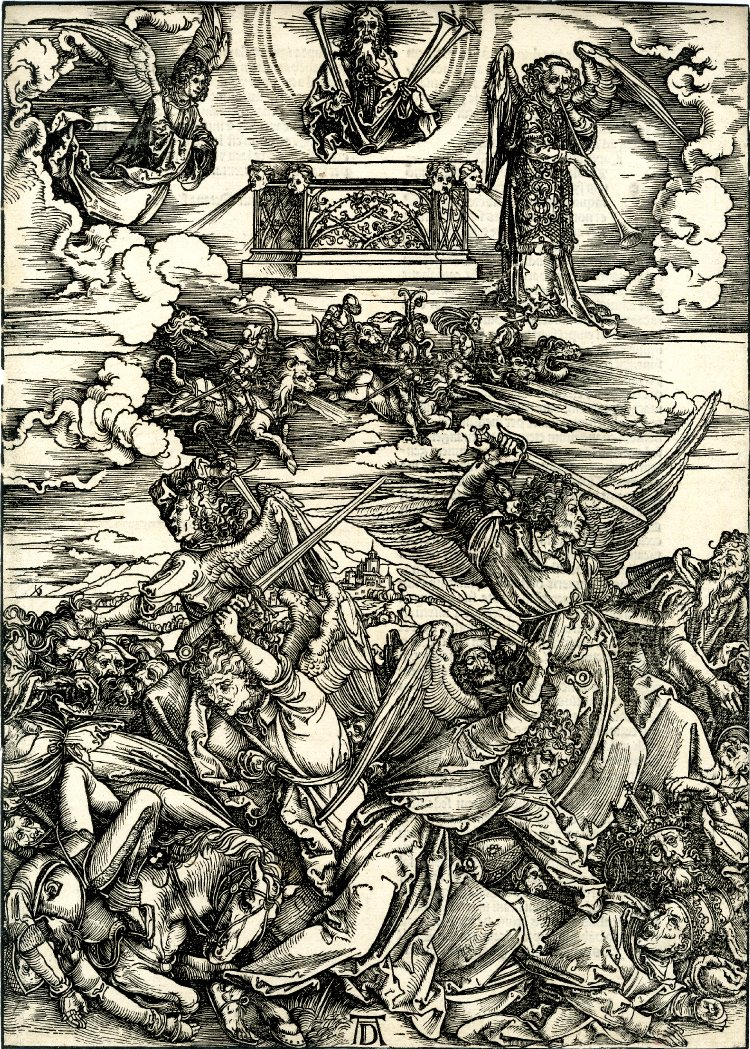
Quatro Anjos da morte

Visão de João, conforme o Capítulo IX do Livro do Apocalipse (Apocalipse 9:13–21):
"Foram soltos os quatros anjos que haviam sido preparados para a hora e dia e mês e ano, a fim de matarem a terça parte dos homens.
O número das tropas de cavalaria era de duas miríades de miríades; eu ouvi o número deles.
Vi assim na visão os cavalos, e os que estavam montados sobre eles, os quais tinham couraças de fogo, de jacinto e de enxofre; as cabeças dos cavalos eram como as cabeças de leões, e das suas bocas saíam fogo, fumo e enxofre.
Por estas três pragas: pelo fogo, pelo fumo e pelo enxofre, que saíam das suas bocas, foi morta a terça parte dos homens.
Pois o poder dos cavalos está nas suas bocas, e nas suas caudas; porque as suas caudas são semelhantes a serpentes, e têm cabeças; e com elas causam dano.
Os outros homens que não foram mortos por estas pragas, não se arrependeram das obras das suas mãos, para que não adorassem aos demônios, e aos ídolos de ouro, de prata, de cobre, de pedra e de pau, que nem podem ver, nem ouvir, nem andar;
e não se arrependeram dos seus homicídios, nem das suas feitiçarias, nem da sua fornicação, nem dos seus furtos."

### São João devora o livro

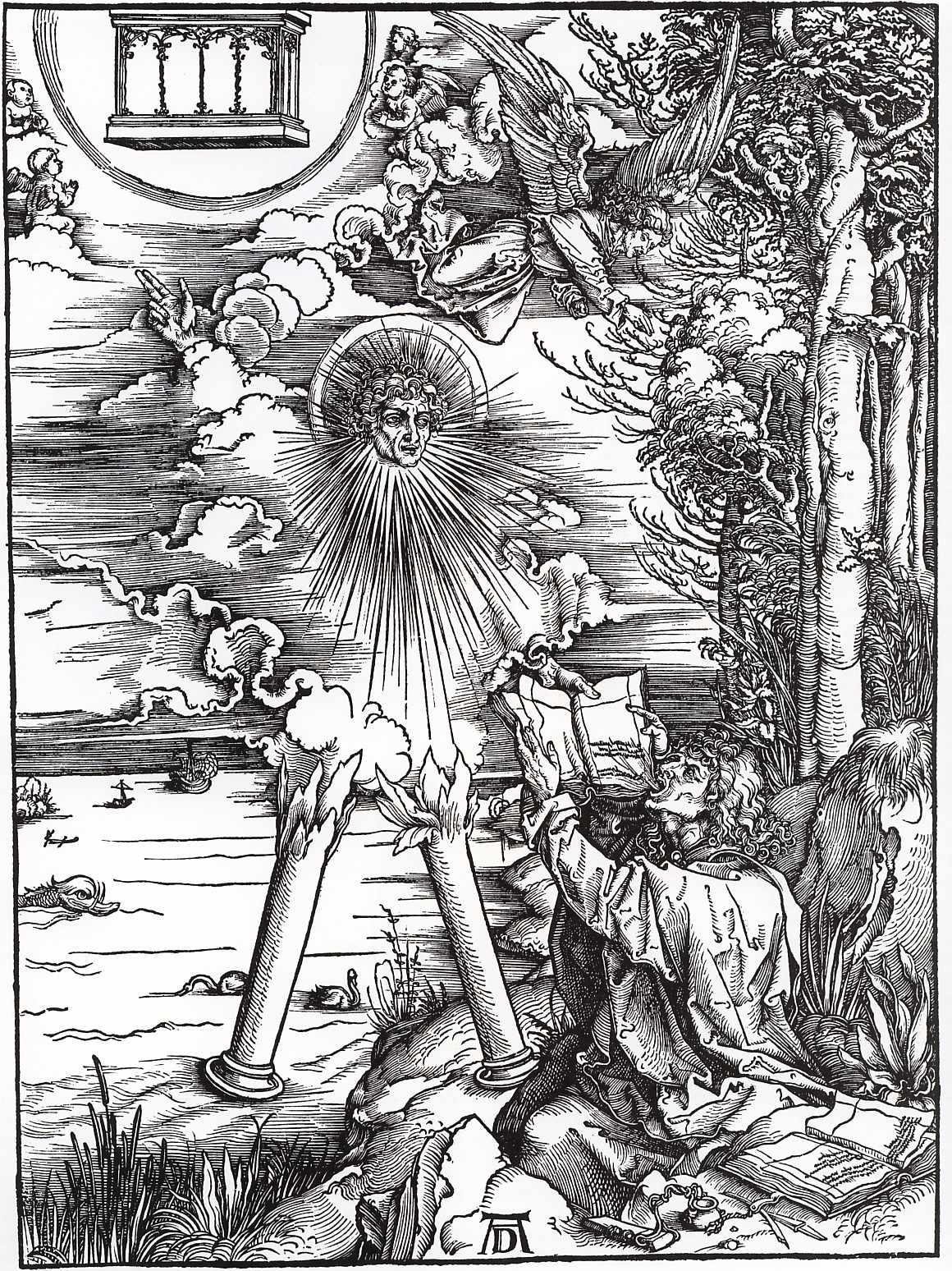
São João devora o livro

Visão de João, conforme o Capítulo X do Livro do Apocalipse (Apocalipse 10:1–11):
"Vi outro anjo forte descendo do céu, vestido de uma nuvem; o arco-íris estava sobre a sua cabeça, e o seu rosto era como o sol, e os seus pés como colunas de fogo,
e tinha na mão um livrinho aberto. Pôs o pé direito sobre o mar e o esquerdo sobre a terra,
e bradou com uma grande voz, como o rugido de leão. Quando bradou, os sete trovões fizeram soar as suas vozes.
Quando os sete trovões fizeram soar as suas vozes, eu ia escrever; mas ouvi uma voz do céu, dizendo: Sela as coisas que falaram os sete trovões, e não as escrevas.
O anjo que vi em pé sobre o mar e sobre a terra levantou a destra para o céu,
e jurou por aquele que vive pelos séculos dos séculos, que criou o céu e tudo o que nele há, e a terra e tudo o que nela há, e o mar e tudo o que nele há, que não haveria mais demora,
mas que nos dias da voz do sétimo anjo, quando este estiver para tocar a trombeta, então se cumprirá o mistério de Deus, segundo ele anunciou aos seus servos, os profetas.
A voz que eu ouvi do céu, tornei a ouvi-la falando comigo e dizendo: Vai e toma o livro que está aberto na mão do anjo que está em pé sobre o mar e sobre a terra.
Fui ter com o anjo, pedindo-lhe que me desse o livrinho. Toma-o, disse-me ele, e come-o; causar-te-á amargor no ventre, mas na tua boca será doce como mel.
Tomei o livrinho da mão do anjo e o comi; na minha boca era doce como mel, mas depois de o comer, causou-me amargor no ventre.
Disseram-me: Cumpre que ainda profetizes a respeito de muitos povos, raças, línguas e reis."

### A mulher vestida de luz e o dragão das sete cabeças

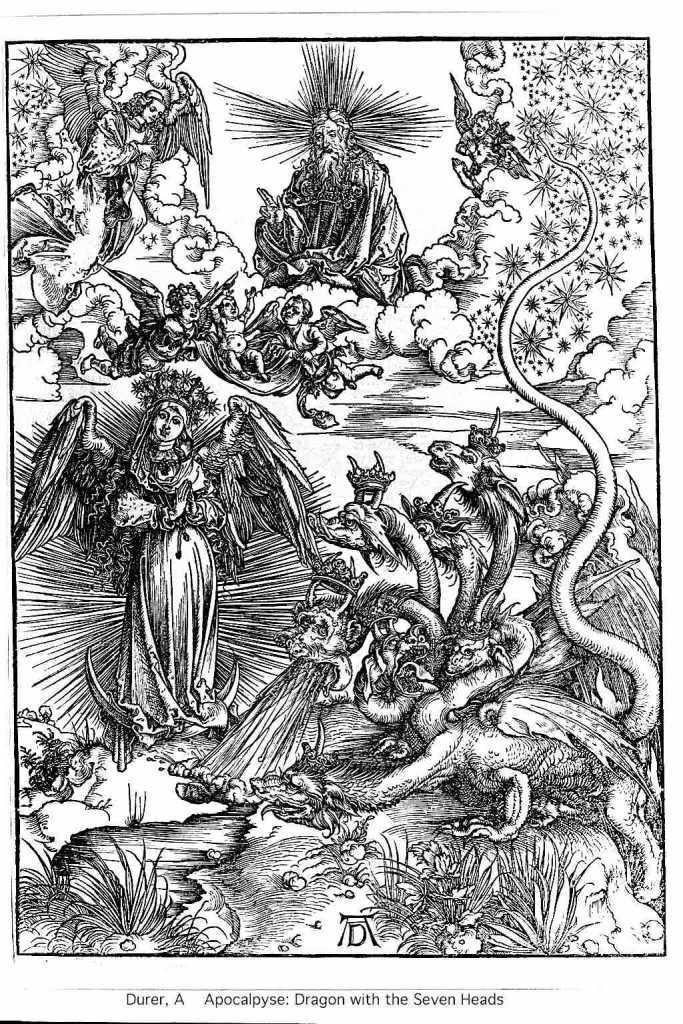
A mulher vestida de luz e o dragão das sete cabeças

Visão de João, conforme o Capítulo XIII do Livro do Apocalipse (Apocalipse 12:1–4):
"Foi visto um grande sinal no céu: uma mulher vestida do sol, tendo a lua debaixo dos seus pés, e uma coroa de doze estrelas sobre a sua cabeça,
e estando grávida, gritava com as dores do parto e sofria tormentos para dar à luz.
Foi visto também outro sinal no céu; eis um grande dragão vermelho com sete cabeças e dez chifres e nas suas cabeças sete diademas,
e a sua cauda arrastava a terça parte das estrelas do céu, e lançou-as sobre a terra. O dragão parou em frente da mulher que estava para dar à luz, a fim de devorar ao filho dela, logo que ela o tivesse dado à luz."

### São Miguel combate o dragão

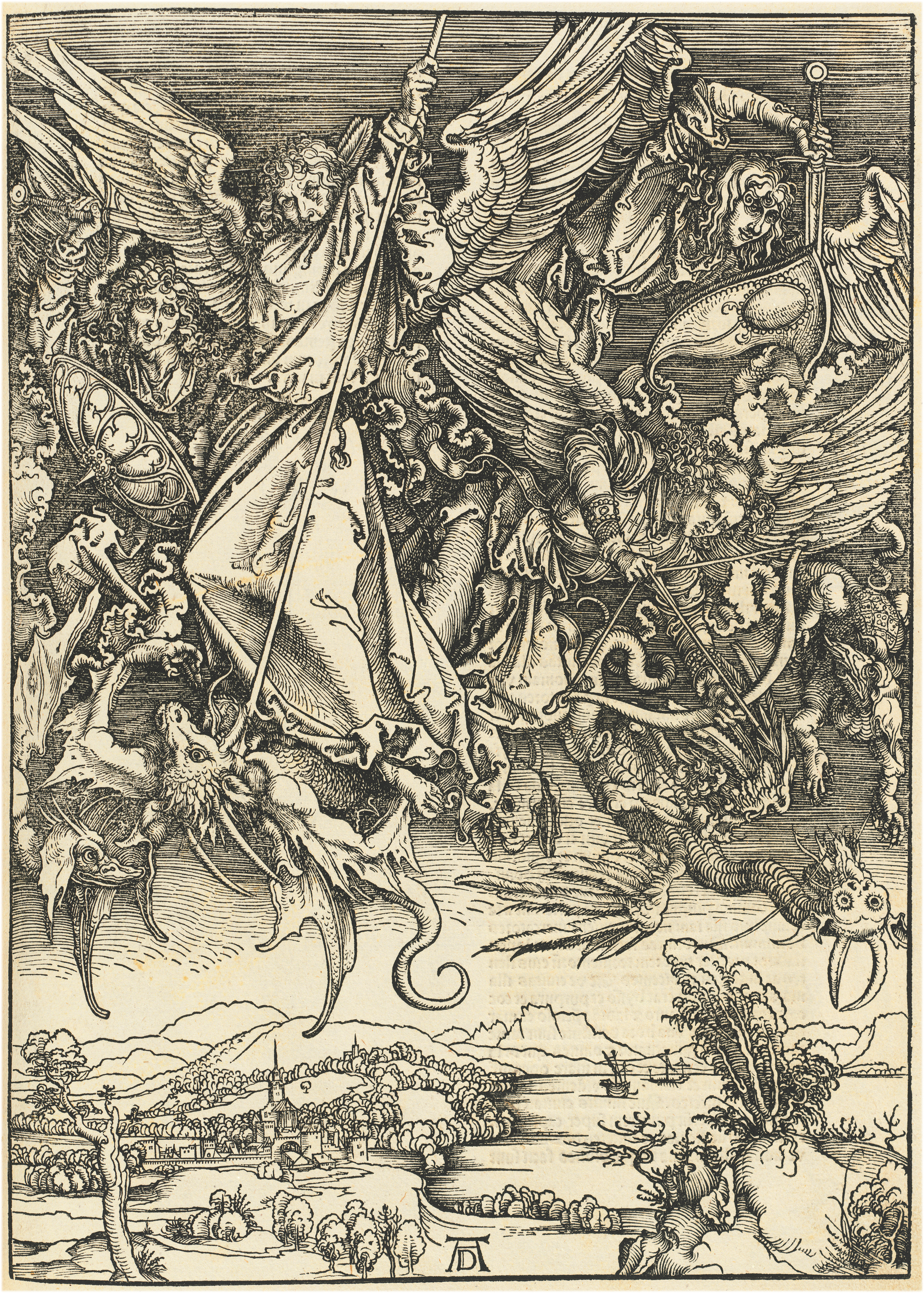
São Miguel combate o dragão

Visão de João, conforme o Capítulo XII do Livro do Apocalipse (Apocalipse 12:5–11):
"Ela deu à luz um filho varão, que há de reger todas as nações com uma vara de ferro; e o seu filho foi arrebatado para Deus e para o seu trono.
A mulher fugiu para o deserto, onde Deus lhe havia preparado um lugar, para ser ali alimentada durante mil e duzentos e sessenta dias.
Houve no céu uma guerra, pelejando Miguel e seus anjos contra o dragão. O dragão e seus anjos pelejaram,
e não prevaleceram; nem o seu lugar se achou mais no céu.
Foi precipitado o grande dragão, a antiga serpente, que se chama Diabo e Satanás, aquele que engana todo o mundo; sim, foi precipitado na terra, e precipitados com ele os seus anjos.
Ouvi uma grande voz no céu dizendo: Agora é vinda a salvação e o poder e o reino do nosso Deus e a autoridade do seu Cristo, porque foi precipitado o acusador de nossos irmãos, que os acusava de dia e de noite diante do nosso Deus.
Eles o venceram pelo sangue do Cordeiro e pela palavra do seu testemunho; e não amaram as suas vidas até a morte."

### O monstro marinho e a besta com chifres de carneiro

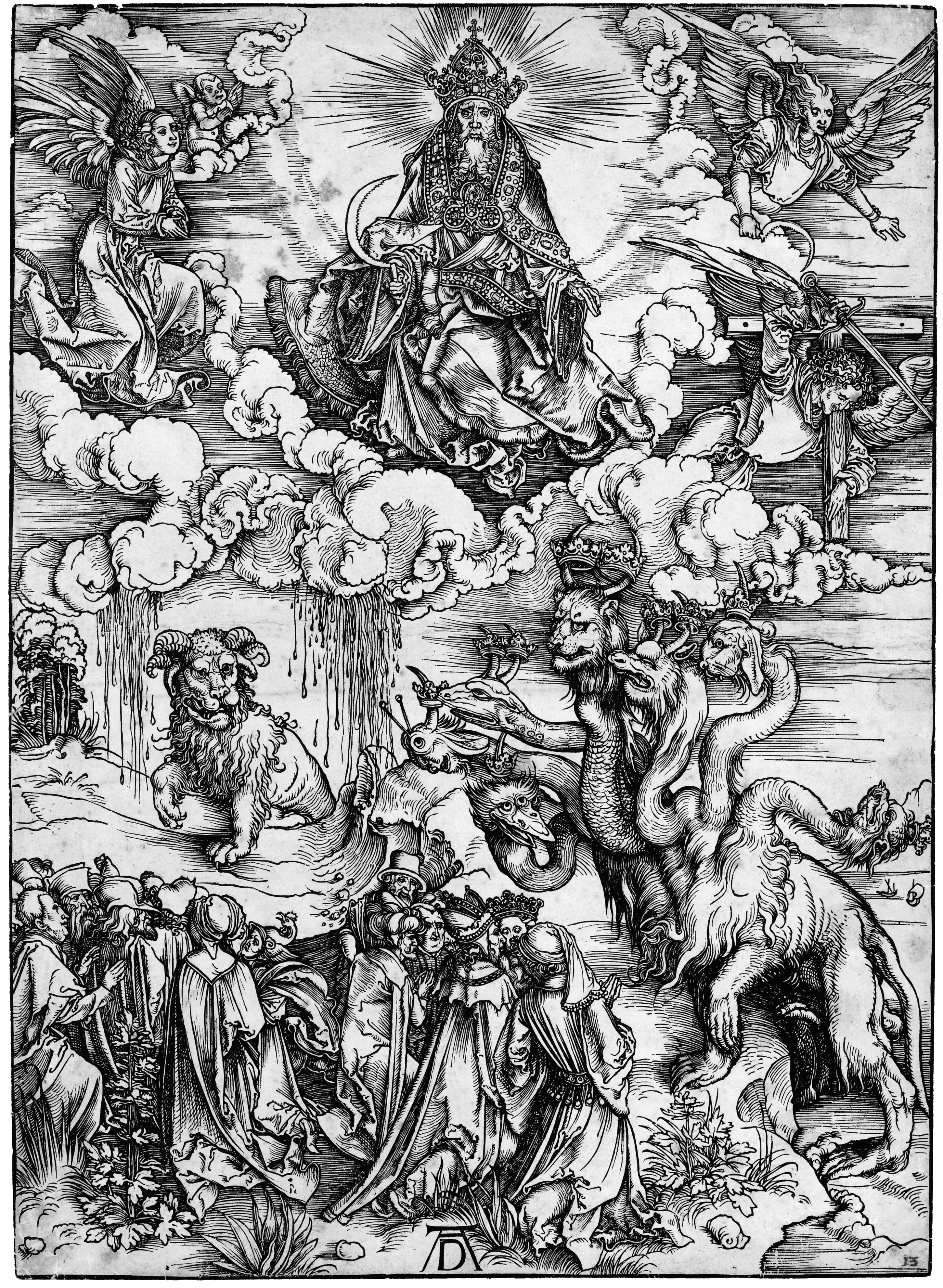
O monstro marinho e a besta com chifres de carneiro

Visão de João, conforme o Capítulo XIII do Livro do Apocalipse (Apocalipse 13:1–18):
"Vi sair do mar uma besta que tinha dez chifres e sete cabeças, e sobre os seus chifres dez diademas, e sobre as suas cabeças nomes de blasfémia.
A besta que vi, era semelhante a um leopardo, os seus pés eram como os de urso e a sua boca como a boca de leão. O dragão deu-lhe o seu poder, e o seu trono, e grande autoridade.
Vi uma das suas cabeças como ferida de morte; mas foi curada a ferida mortal. Toda a terra se maravilhou após a besta,
e adoraram o dragão, porque deu a sua autoridade à besta. Adoraram a besta, dizendo: Quem há semelhante à besta, e quem pode pelejar contra ela?...
Vi sair da terra outra besta que tinha dois chifres semelhantes aos de um carneiro, e que falava como dragão.
Ela exercitava toda a autoridade da primeira besta na sua presença. Fez que a terra e seus habitantes adorassem a primeira besta, cuja ferida mortal tinha sido curada."

### Adoração do cordeiro e hino dos eleitos

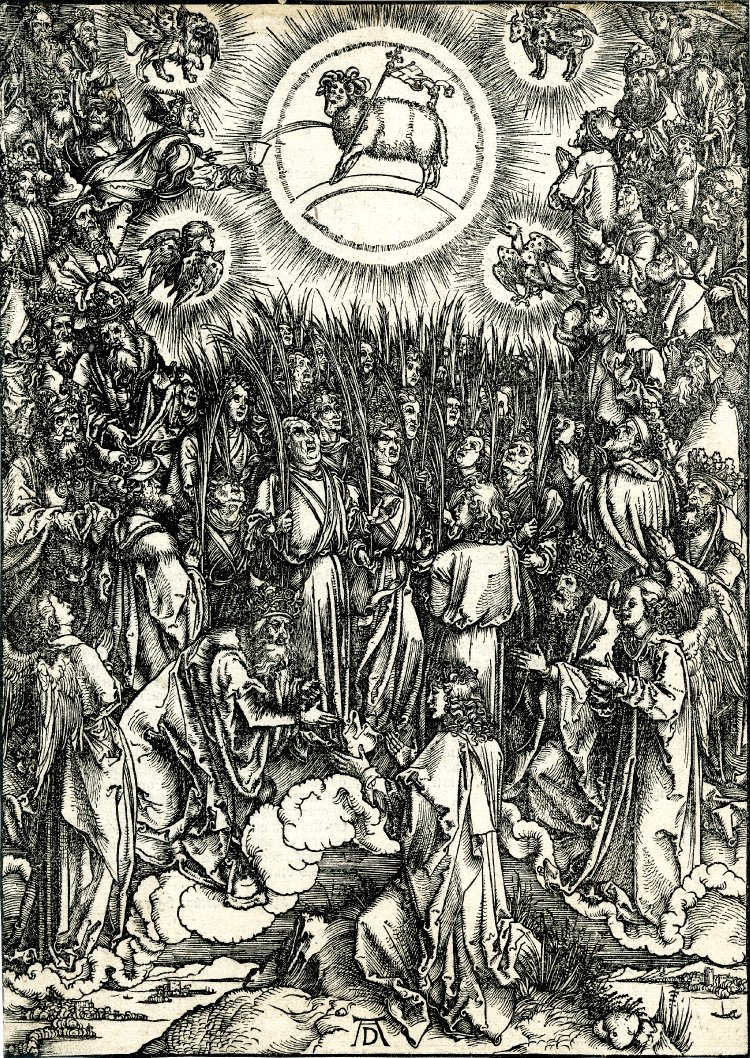
Adoração do cordeiro e hino dos eleitos

Visão de João, conforme o Capítulo XIV do Livro do Apocalipse (Apocalipse 14:1–5):
"Olhei, e eis o Cordeiro em pé sobre o monte Sião, e com ele cento e quarenta e quatro mil que tinham escrito o nome dele e o nome de seu Pai sobre as suas testas.
Ouvi uma voz do céu como a voz de muitas águas, e como a voz de um grande trovão; e a voz que ouvi era como de harpistas, que tocavam nas suas harpas.
Cantavam um novo cântico diante do trono e diante das quatro criaturas viventes e dos anciãos; e ninguém podia aprender aquele cântico, senão os cento e quarenta e quatro mil que foram comprados da terra.
Estes são os que não se contaminaram com mulheres, porque são virgens. Estes são os que seguem o Cordeiro para onde quer que vá. Estes foram comprados dentre os homens para serem as primícias para Deus e para o Cordeiro.
Na sua boca não foi achada mentira; estão sem defeito....
Quando forem cumpridos os mil anos, Satanás será solto da sua prisão,
e sairá a seduzir as nações que estão nos quatro cantos da terra, a Gogue e a Magogue, e a reuni-las para a guerra, cujo número é como a areia do mar.
Subiram sobre a largura da terra, e cercaram o acampamento dos santos e a cidade querida. Mas desceu fogo de céu e os devorou;
e o Diabo que os seduzia foi lançado no lago de fogo e enxofre, onde se acham a besta e o falso profeta. Eles serão atormentados dia e noite pelos séculos dos séculos."

### Prostituta da Babilónia

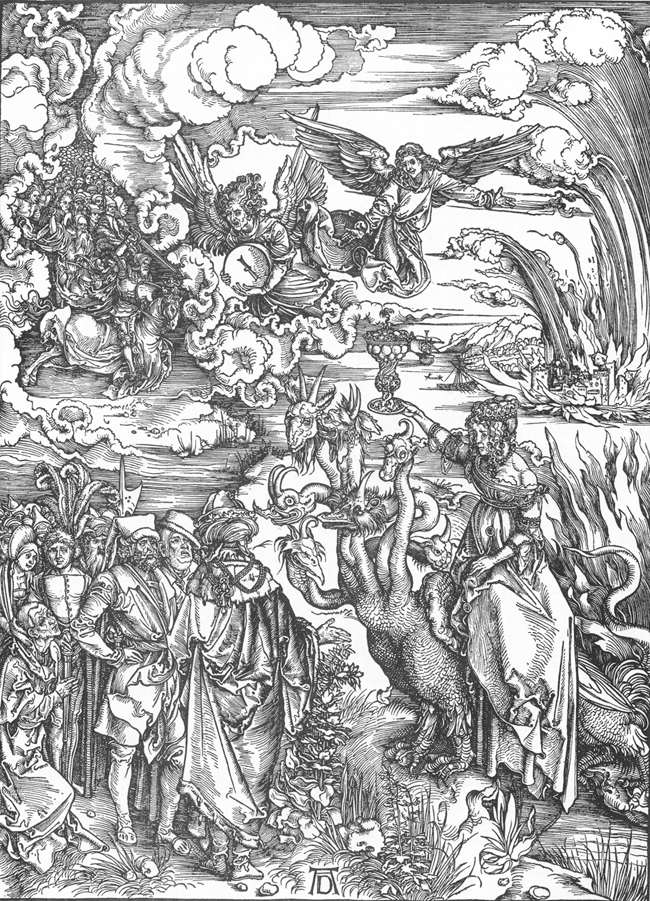
Prostituta da Babilónia

Visão de João, conforme o Capítulo XVII do Livro do Apocalipse (Apocalipse 17:3–8):
"Então ele me levou pelo Espírito a um deserto. Vi uma mulher sentada sobre uma besta cor de escarlate, cheia de nomes de blasfêmia, que tinha sete cabeças e dez chifres.
A mulher estava vestida de púrpura e de escarlata, e adornada de ouro, de pedras preciosas e de pérolas, tendo na mão um cálice de ouro, cheio de abominações, isto é, as imundícias da sua fornicação.
Na sua testa estava escrito um nome: Mistério, a grande Babilónia, a mãe das prostitutas e das abominações da Terra.
Vi a mulher embriagada com o sangue dos santos e com o sangue dos mártires de Jesus.
Quando a vi, fiquei espantado com grande admiração.
O anjo perguntou-me: Por que te admiraste? Eu te direi o mistério da mulher e da besta que a leva, que tem as sete cabeças e os dez chifres.
A besta que viste era, e já não é, e ela há de subir do abismo e vai-se para a perdição. Os habitantes da terra, cujos nomes não estão escritos no livro da vida desde o princípio do mundo, se admirarão, vendo a besta que era e que já não é e que virá."

### Anjo com a chave do poço sem fundo

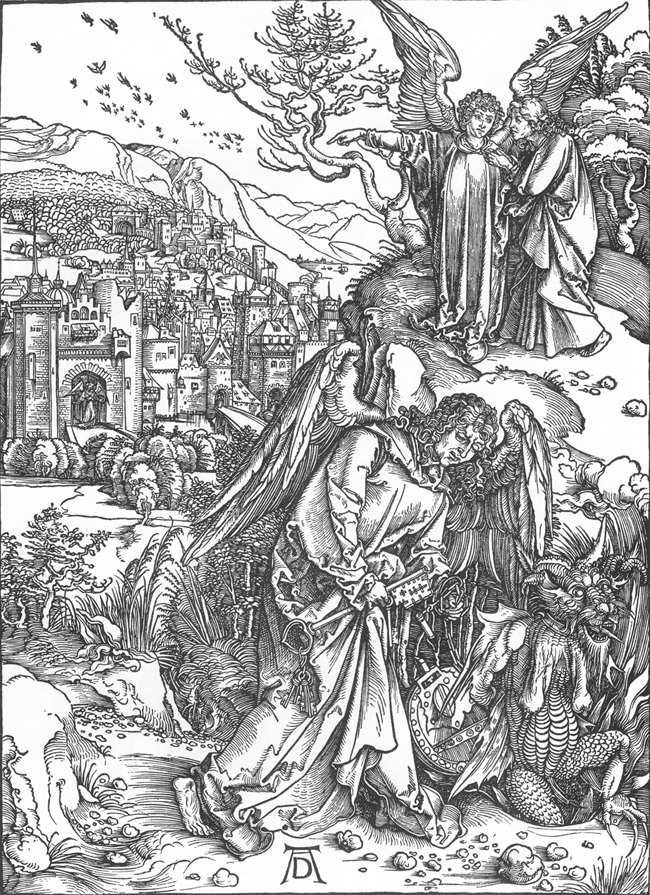
Anjo com a chave do poço sem fundo

Visão de João, conforme o Capítulo XX do Livro do Apocalipse (Apocalipse 20:1–10):
"Vi um anjo descendo do céu, tendo a chave do abismo e uma grande cadeia na mão.
Ele se apoderou do dragão, da antiga serpente, isto é, do Diabo e Satanás,
e o amarrou por mil anos, e o lançou no abismo, do qual fechou a porta e a selou sobre ele, para que ele não enganasse mais as nações até que fossem cumpridos os mil anos; e depois disto cumpre que ele seja solto por um pouco de tempo....
Quando forem cumpridos os mil anos, Satanás será solto da sua prisão,
e sairá a seduzir as nações que estão nos quatro cantos da terra, a Gogue e a Magogue, e a reuni-las para a guerra, cujo número é como a areia do mar.
Subiram sobre a largura da terra, e cercaram o acampamento dos santos e a cidade querida. Mas desceu fogo de céu e os devorou;
e o Diabo que os seduzia foi lançado no lago de fogo e enxofre, onde se acham a besta e o falso profeta. Eles serão atormentados dia e noite pelos séculos dos séculos."

## Obras inspiradas
A série homônima de Jean Duvet, Apocalipse, é um conjunto de 15 gravuras que emula o tema assumido por Dürer em seu ciclo de maturidade. Embora abordando o mesmo assunto, Duvet cria seu cenário utilizando seu próprio estilo de gravura único. A série de Duvet foi totalmente publicada em 1561, com a primeira placa datada de 6 anos antes, em 1555.
O artista flamengo Frans Masereel criou sua série da Primeira Guerra Mundial de 26 desenhos O Apocalipse do Nosso Tempo (em alemão,  Die Apokalypse unserer Zeit) entre 1940 e 1944. Assim como em Duvet e Dürer, a série de Masereel compreende 25 desenhos a tinta.  Em 1953, ele acrescentou um autorretrato ao conjunto, elevando a contagem de páginas para 26. Este ciclo é fortemente influenciado pela fuga de Masereel de Paris em 1940, quando as tropas alemãs começaram a ocupar o sul da França.
Em 1943, Benton Spruance fez uma litografia intitulada Riders of the Apocalypse. Muito parecido com o Apocalipse de Nossos Tempos de Masereel, Spruance moderniza a ideia de um apocalipse. Nesta litografia, os cavaleiros do Apocalipse não são os selos personificados de um pergaminho bíblico; eles são aviões de combate representados em um estilo de arte abstrata. Muito do trabalho de Spruance é atribuído à experiência indireta quanto ao que está acontecendo no mundo fora de sua própria vida. Ele também tirou significado de suas leituras, das quais incluíam enfoque bíblico, santos e outras divindades religiosas.
Ainda nesta época, o escritor Thomas Mann, em seu romance Doutor Fausto, descreverá a série de Dührer em diversos momentos do livro. A obra-prima do protagonista compositor chama-se Apocalipsis cum Figuris, "em conformidade com as 15 folhas de Dürer ou também em conformidade direta com o texto da revelação", escreve Mann em determinado momento de uma carta sua a Adorno em 30 de dezembro de 1945.

## Galeria das quinze gravuras

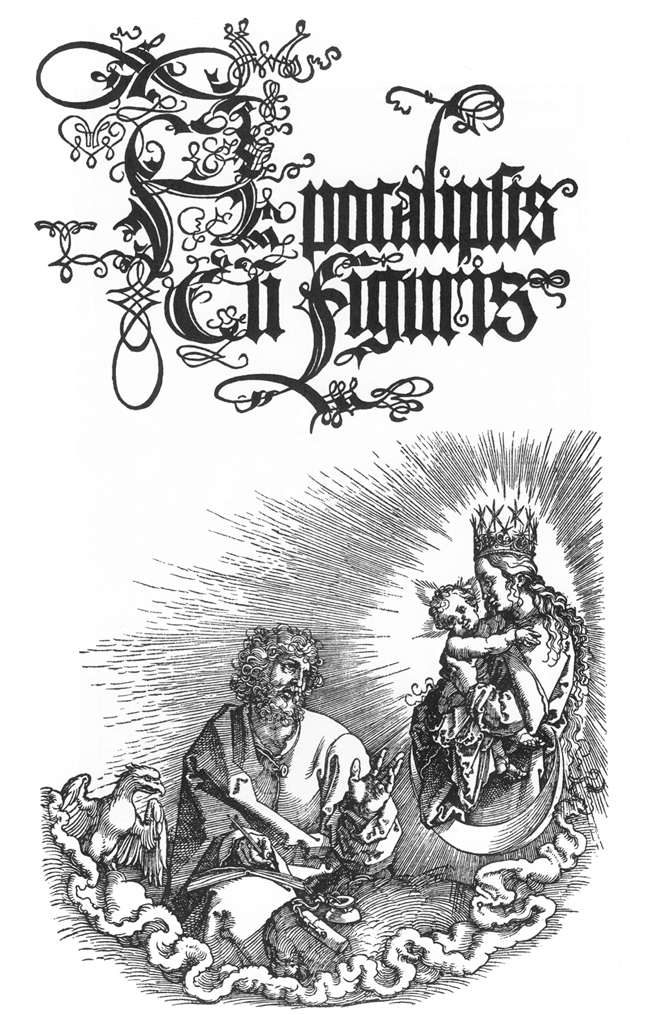
Frontispício de 1511
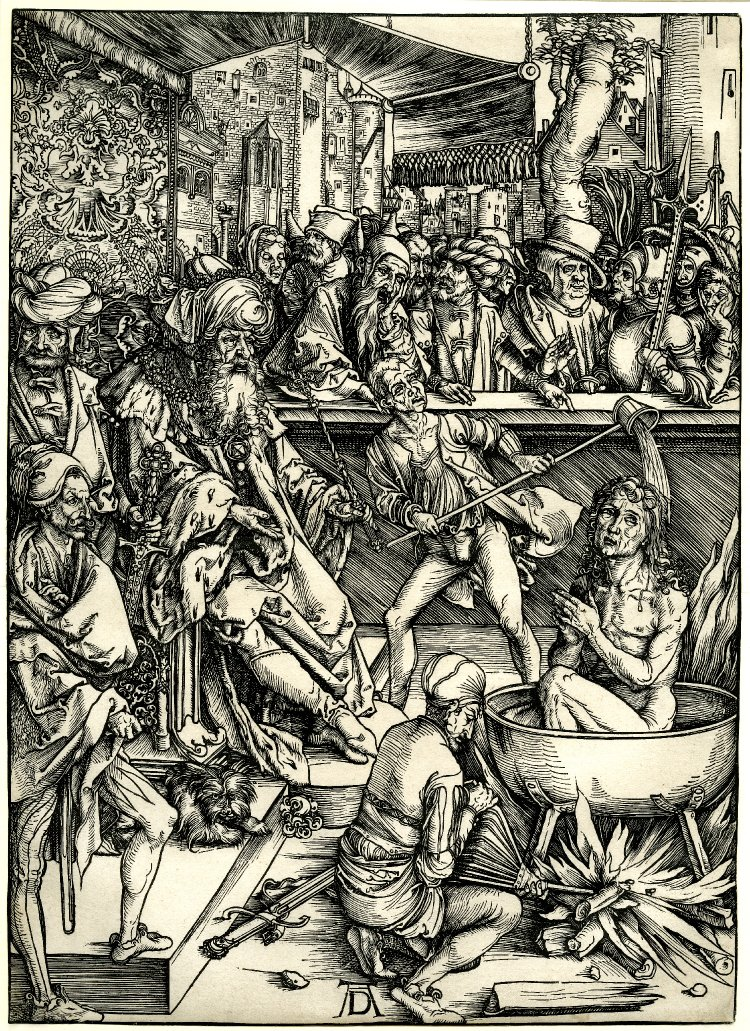
Martírio de São João
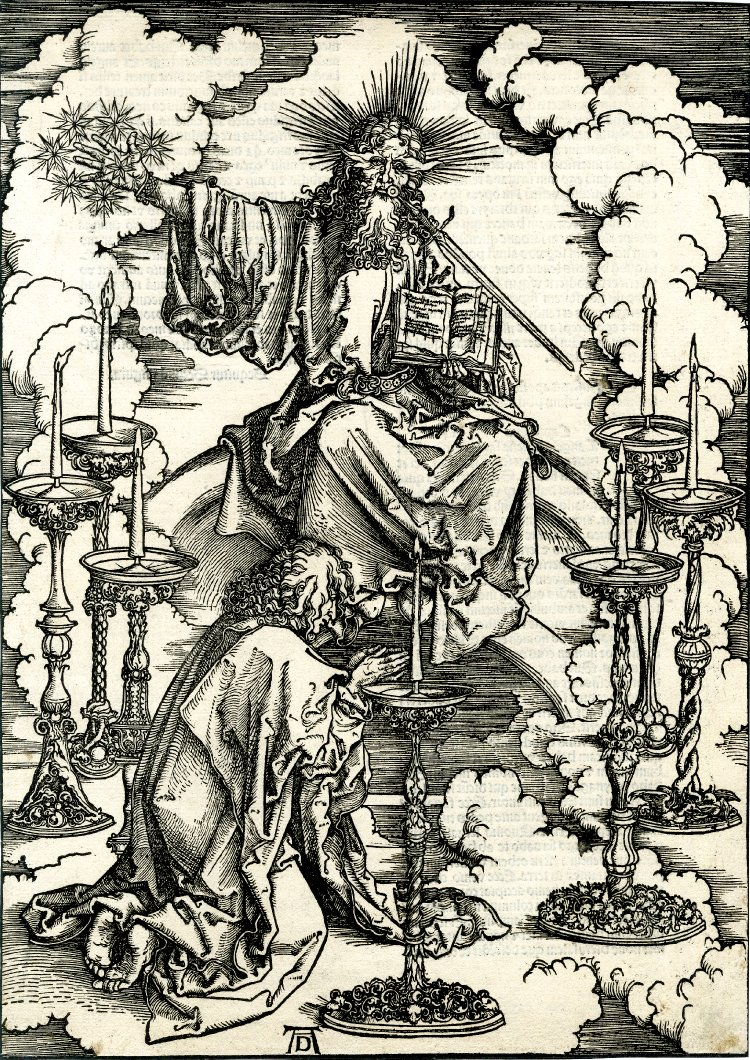
Visão de Cristo e dos sete candeeiros
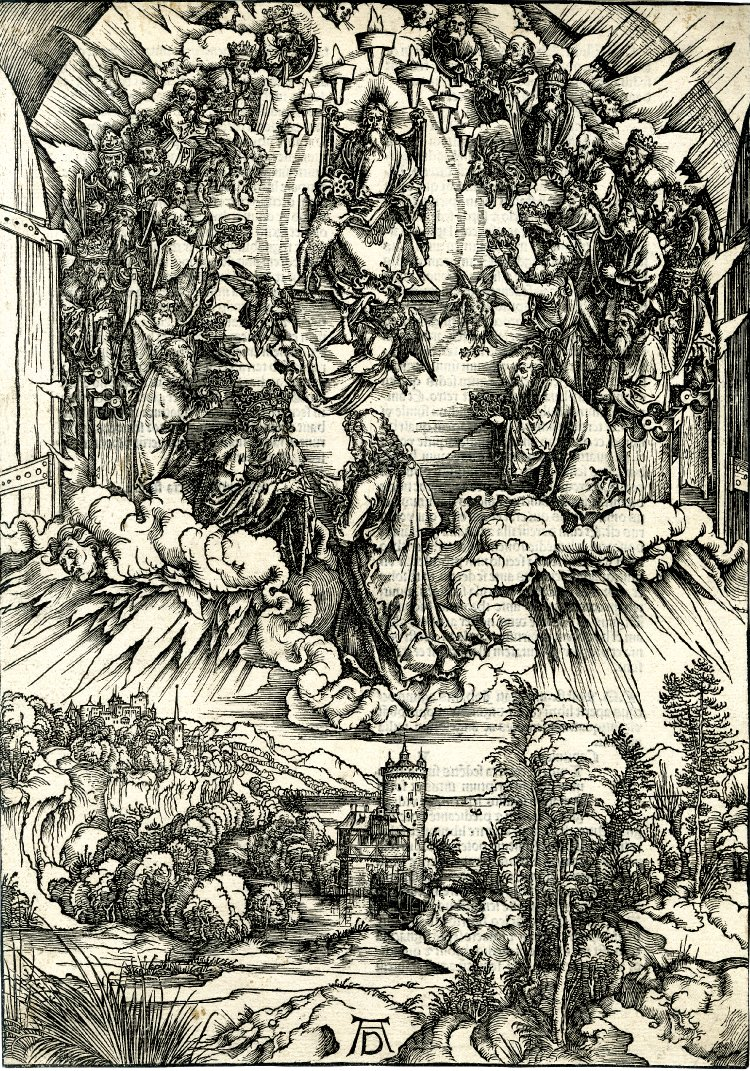
São João e os vinte e quatro anciãos no céu
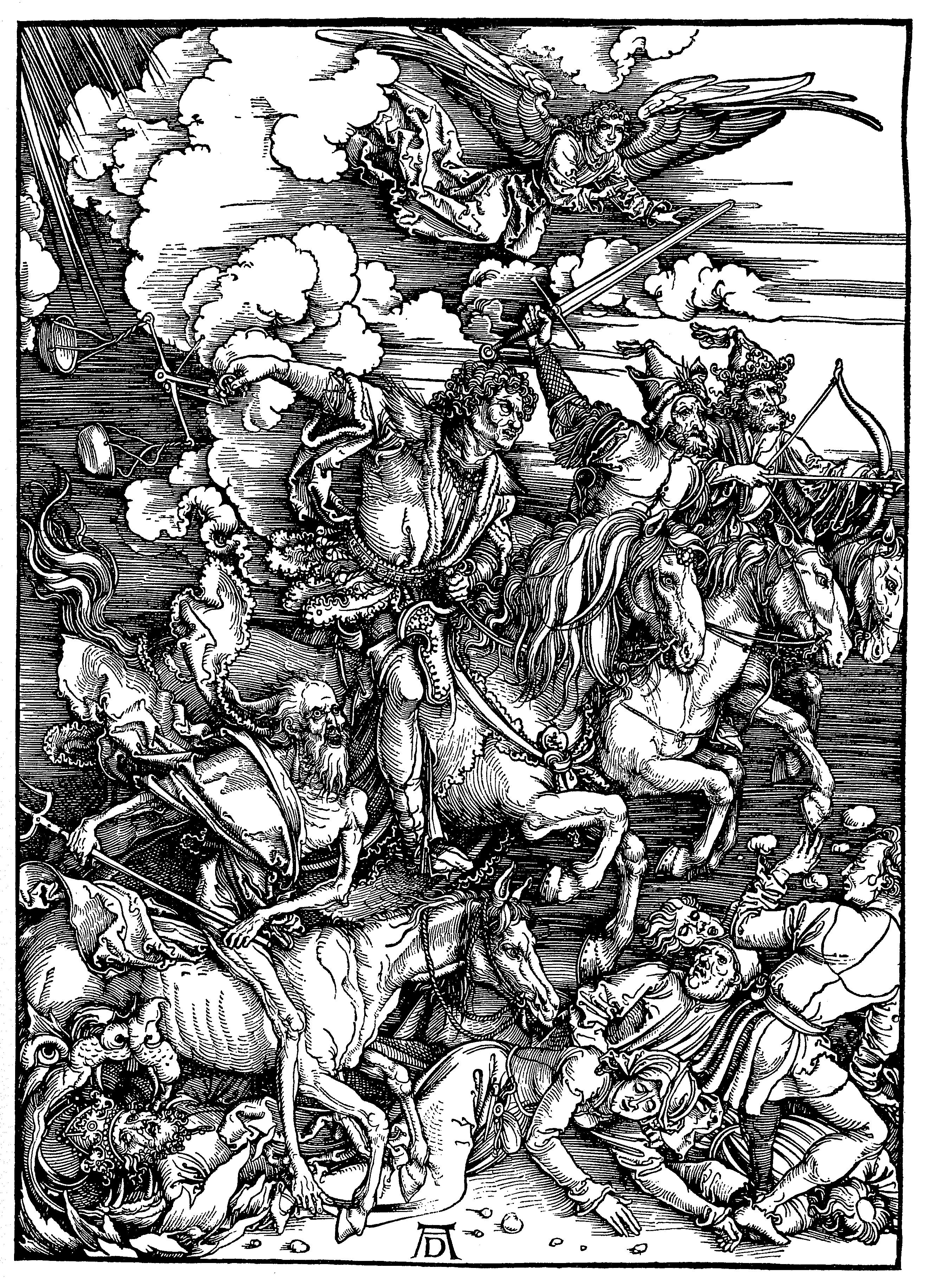
Os quatro cavaleiros do Apocalipse
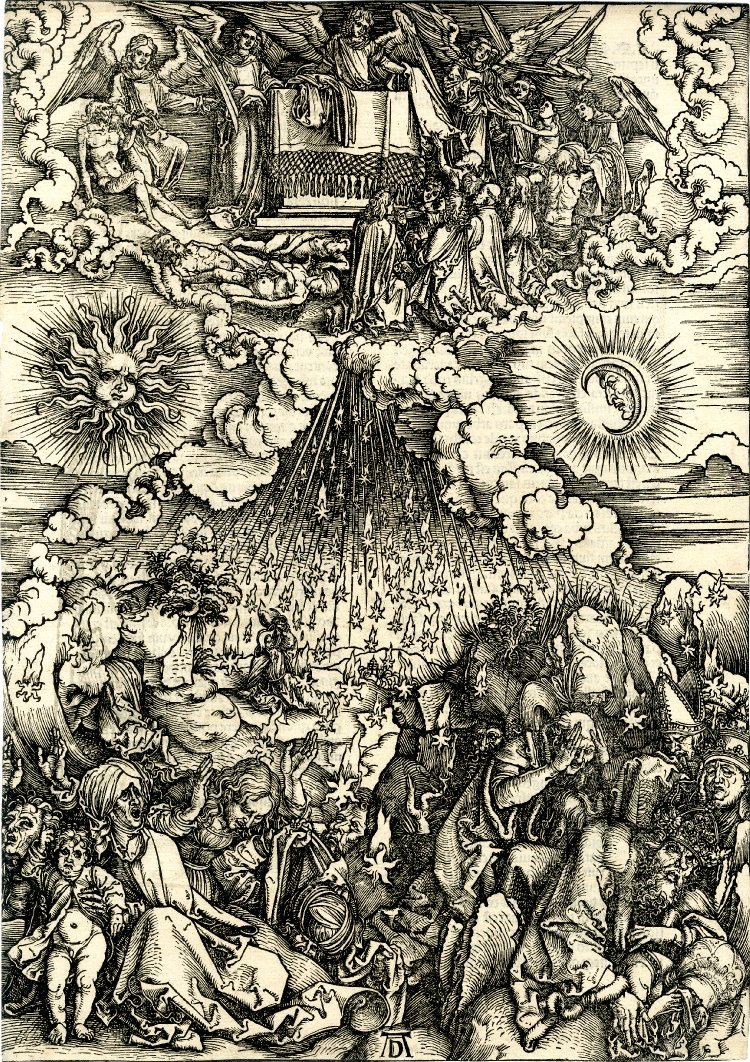
Abertura do quinto e sexto selos
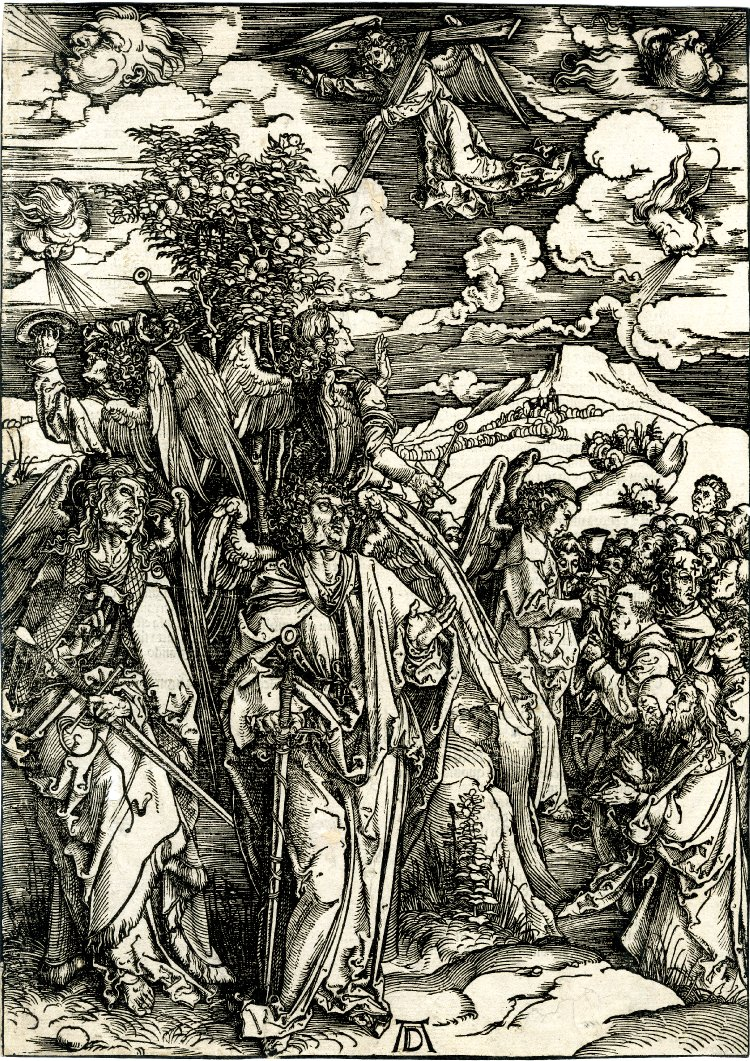
Quatro anjos sustêm os ventos e os que foram com selo assinalados
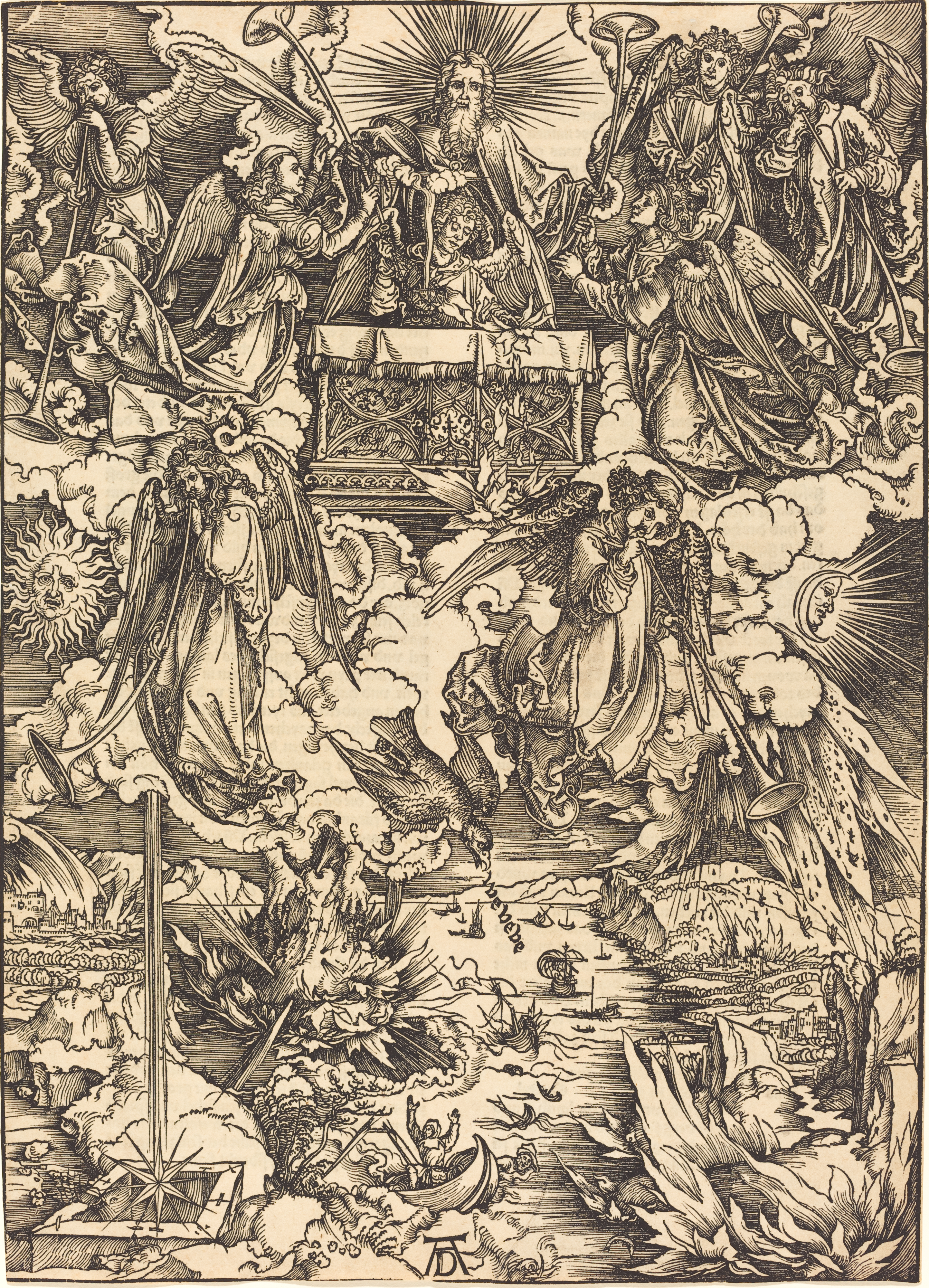
Sete anjos com trombetas
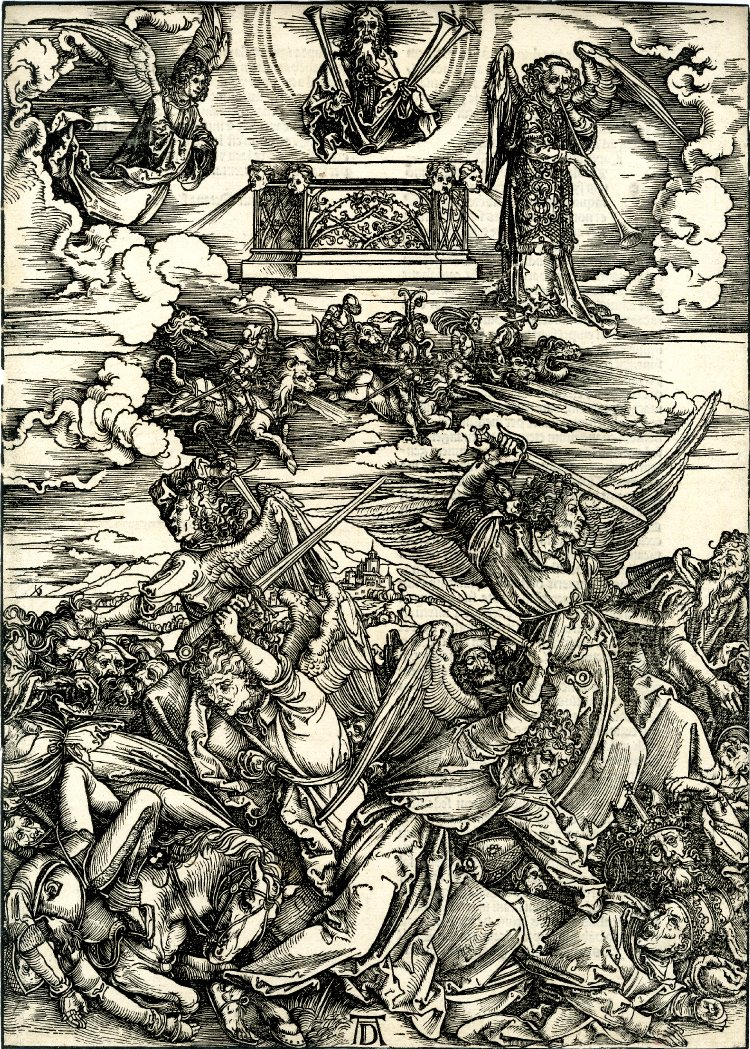
Quatro Anjos da morte
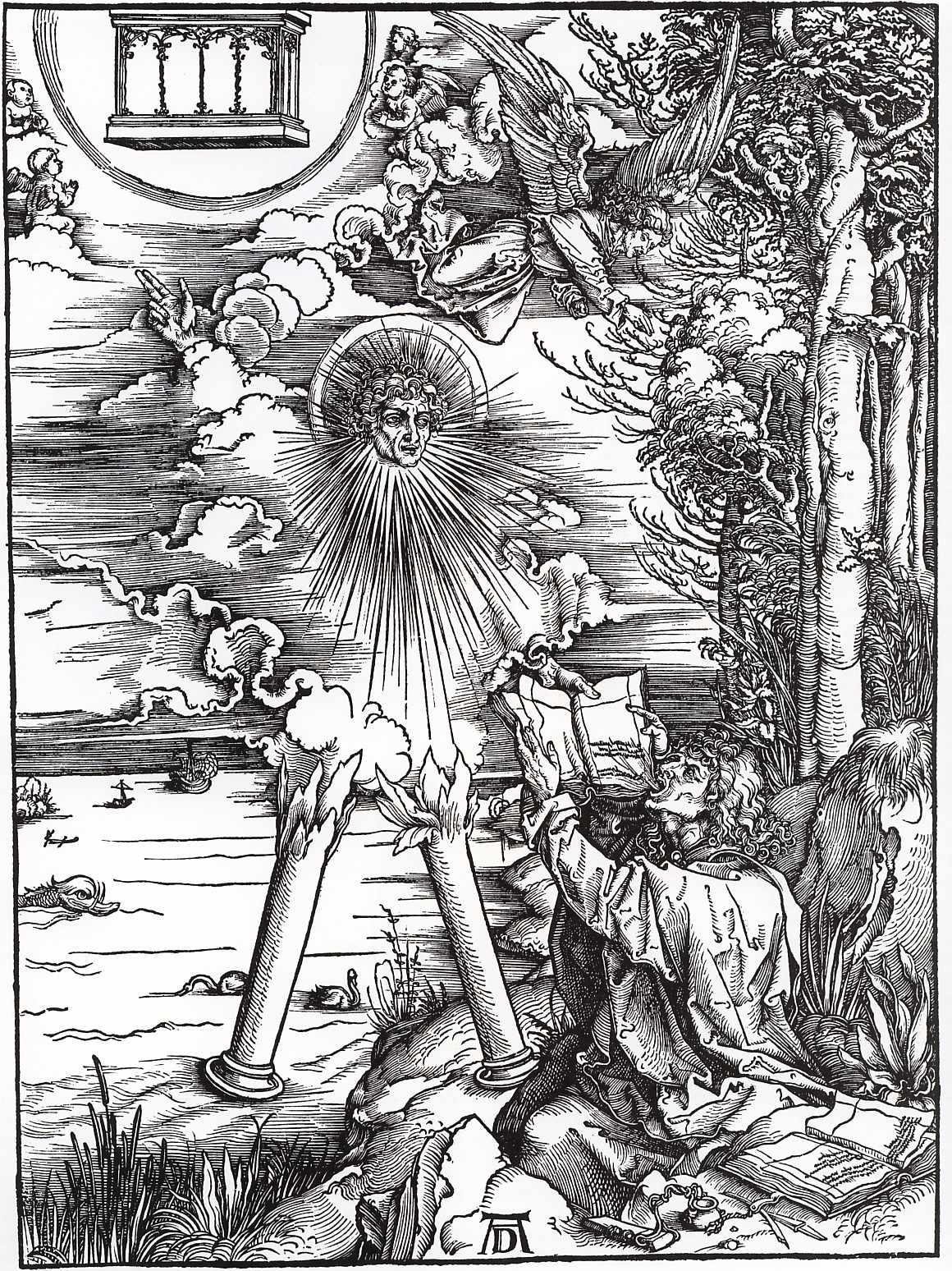
São João devora o livro
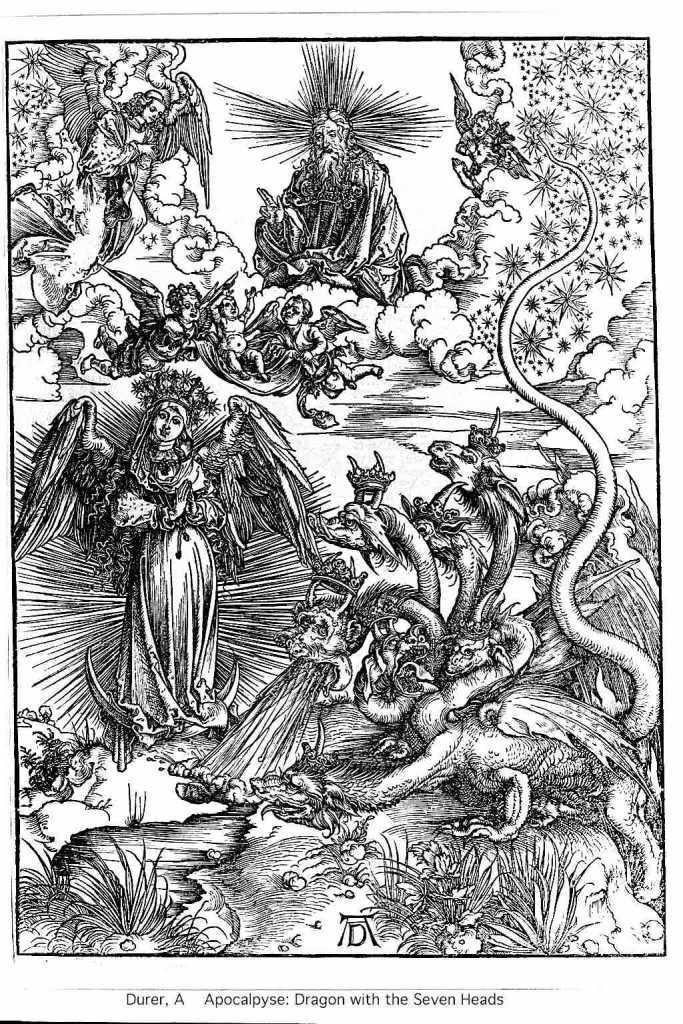
A mulher vestida de luz e o dragão das sete cabeças
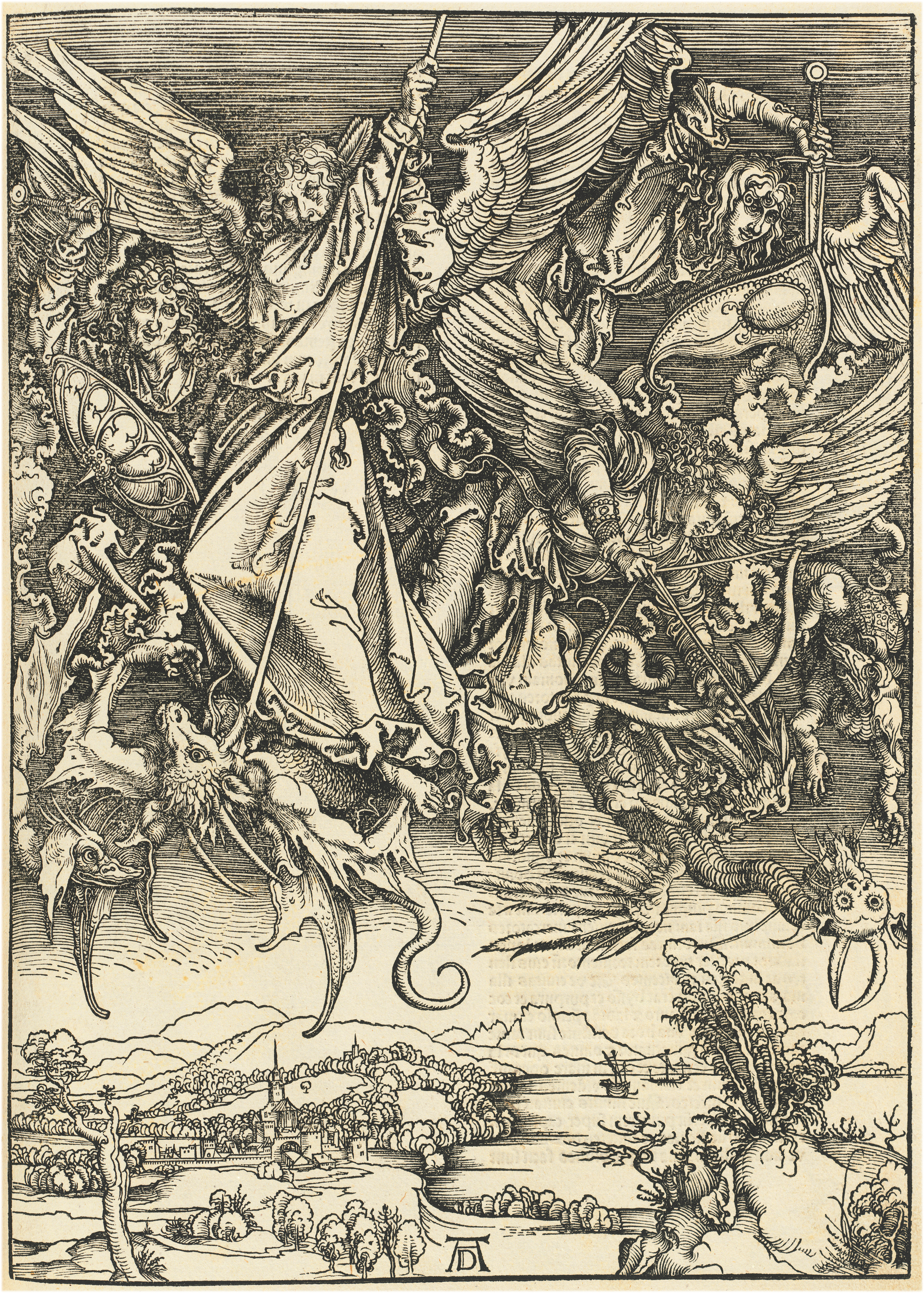
São Miguel combate o dragão
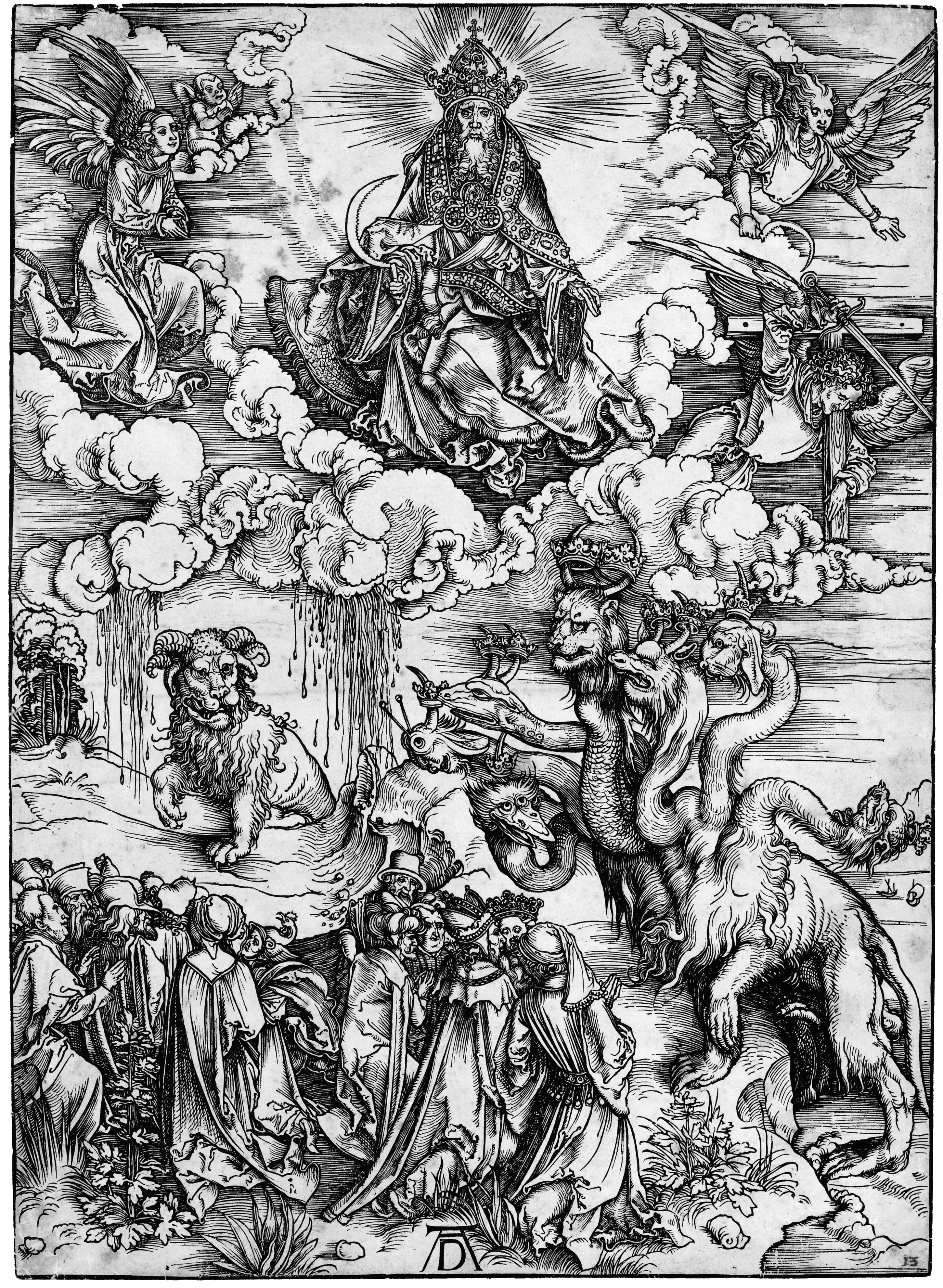
O monstro marinho e a besta com chifres de cordeiro
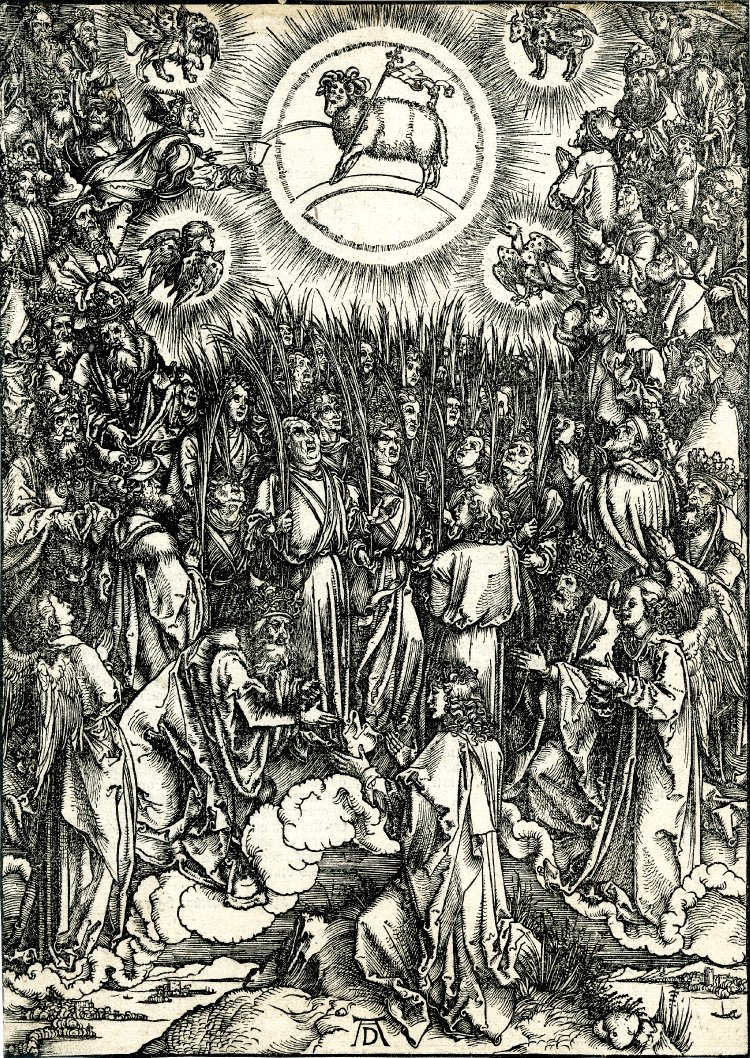
Adoração do cordeiro e hino dos eleitos
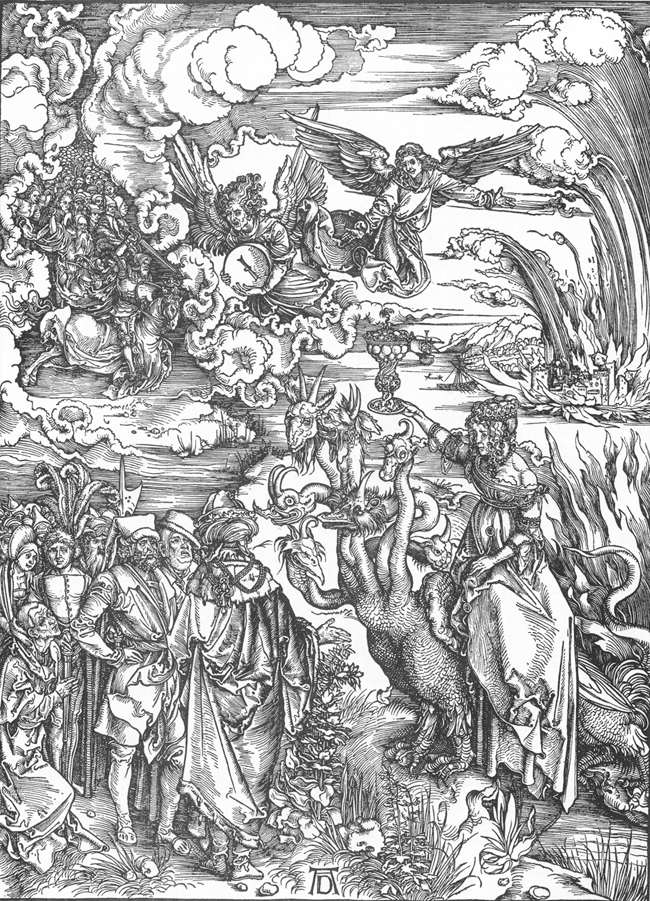
Prostituta da Babilónia
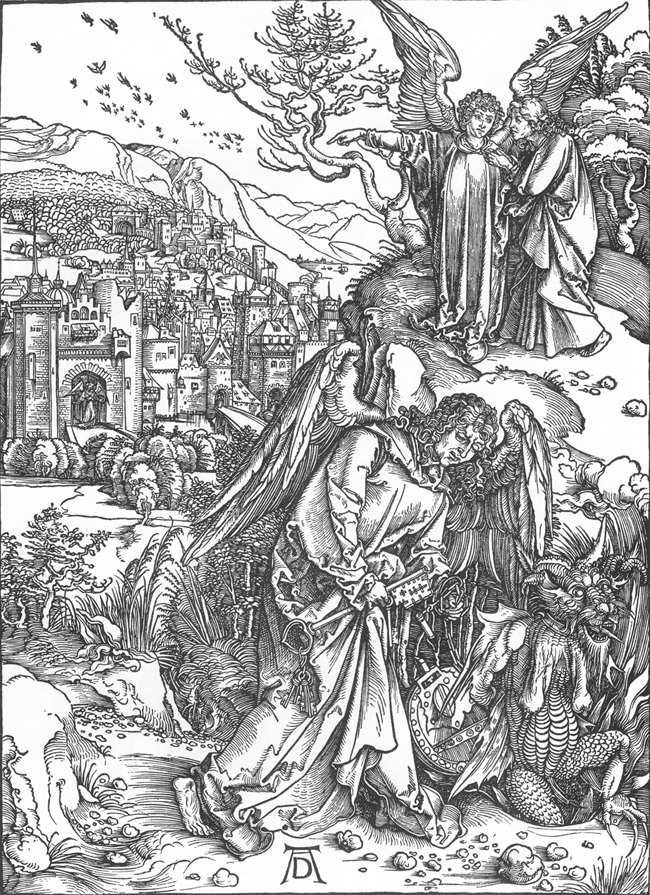
Anjo com a chave do poço sem fundo

## Fonte
- Costantino Porcu (a cura di), Dürer, Rizzoli, Milão, 2004.

## Nota
- Este artigo foi inicialmente traduzido, total ou parcialmente, do artigo da Wikipédia em italiano cujo título é «Apocalisse (Dürer)».